# BMW M3
El BMW M3 es la versión deportiva del BMW Serie 3, producido por el fabricante de automóviles alemán BMW.
El primer M3 fue basado en el Serie E30 que se comercializó en el año 1986 y hasta 2018; cada Serie 3 tuvo su versión M. Desde el E30, BMW ha ido aumentando caballos y cilindros, desde los 4 en línea hasta el E92 con un motor V8. BMW M GmbH anunció en el año 2013 el fin de la producción del M3 Coupé y afirmó que su sucesor será el BMW M4.
Actualmente, el M3 se vende como sedán y el M4 como coupé, al igual que las series 3 y 4.

## E30 M3 (1986–1991)

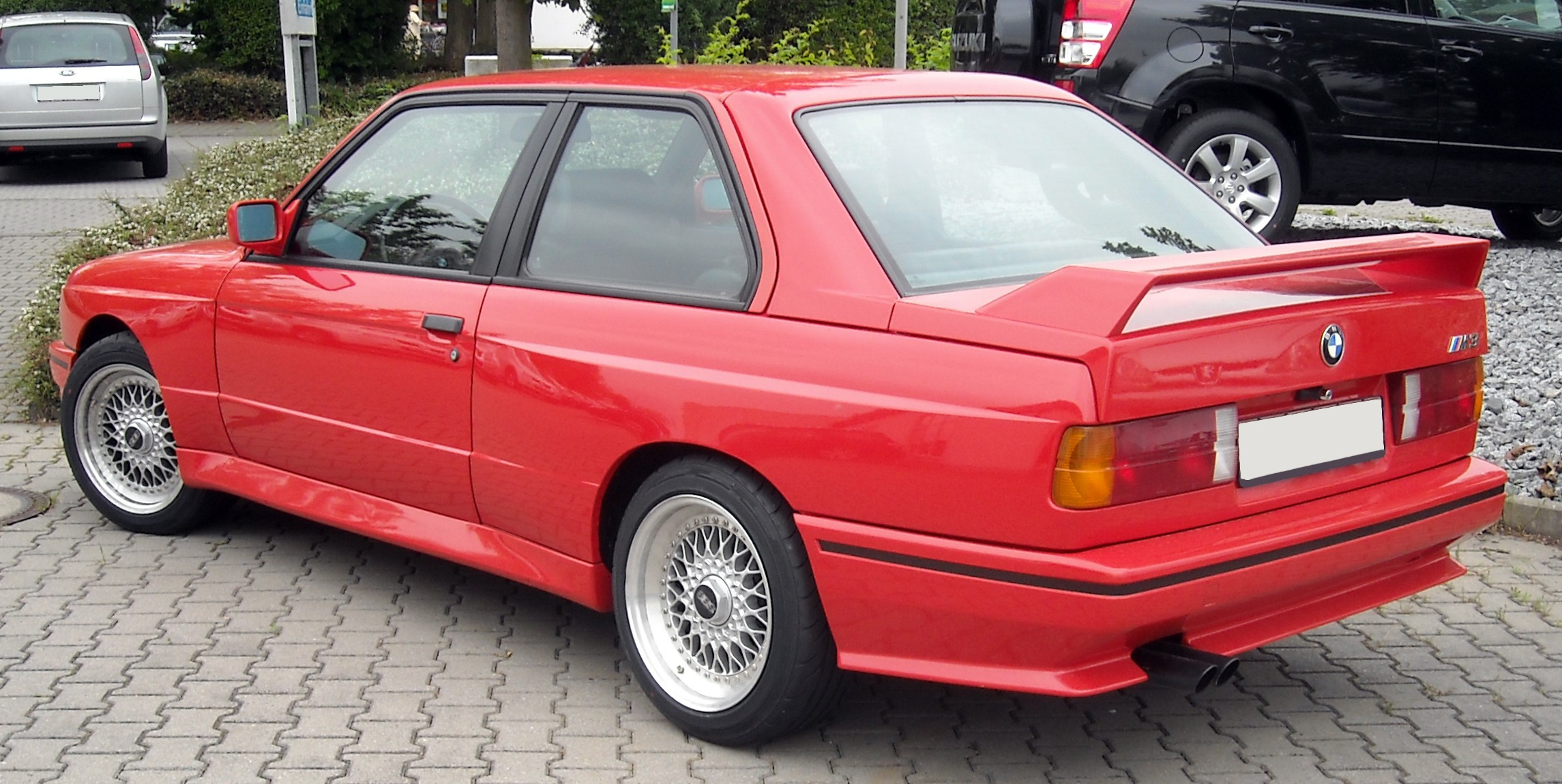
Vista trasera.

Basado en el E30 en 1986 de la BMW Serie 3, el primer M3 fue introducido con un motor de cuatro cilindros en línea S14 de 2302 cm³ (2,3 L; 140,5 plg³), derivado del bloque BMW M10 y la arquitectura de doble (DOHC) árbol de levas en cabeza con 4 válvulas cilindro (16 en total), caja de cambios Getrag 265/5 Sport (la 1.ª hacia atrás).
Fue el presidente de BMW, Eberhard Von Kuemheim, quien encargó al director de desarrollo técnico de BMW Motorsport GmbH, Paul Rosche, para el desarrollo tanto del S14 como del modelo M3 E30.
La primera versión producía 200 CV (197 HP; 147 kW) y, posteriormente, otras ediciones limitadas, algunas numeradas como: Evo1, Evo2, Cecotto/Ravaglia, Cabrio, EuropaMeister, Sport-Evolution, Tour de Course, etc. con potencias comprendidas entre 195 CV (192 HP; 143 kW) y 238 CV (235 HP; 175 kW).

### Versiones
Evolution 1
Fue la primera evolución del BMW M3 para poder homologar en carreras las evoluciones, se fabricaron 505 según normas FIA (antes FISA) y fue desde febrero de 1987 hasta 05/87 con n.º VIN:2190005 - 2190787 No tiene una placa en su consola y sí lleva una "E" troquelada en la culata, debajo del cilindro n.º 4, Solamente se puede ver con un pequeño espejo.
Motor S14 (23 4E A) 200 CV (147 kW). NO catalizado (Código: 1001).
Tour de Corse '87
Fue una edición limitada de solamente 50 unidades destinadas únicamente a Francia, para conmemorar el triunfo en el Rally de Córcega de 1987, pilotado por Bernard Beguin y su copiloto Jean-Jacques Lenne. Lleva una placa en su consola numerada y firmada por ambos. Mismo motor Evo 1.
Tourenwagen Europameister 87
Era otra pequeña serie limitada también a 50 unidades, con los colores Motorsport de izquierda a derecha en todo el coche y todos en color blanco. Llevan una placa en su consola numerada y las firmas de los pilotos: Winni Vogt y Altfrid Heger. Destacar que esta corta serie, fue encargada por Adolf Werner, concesionario de BMW en Hamburgo. Mismo motor Evo 1.
Europameister 88
Serie limitada a 148 unidades en honor al piloto italiano Roberto Ravaglia por haber ganado el título del Campeonato Europeo de Turismos (DTM) en 1988. Llevan una placa en su consola firmada por el propio Roberto Ravaglia pero NO van numeradas. Fueron fabricados entre octubre y noviembre de ese año, todos son en color Macao-Blue y el motor SÍ es catalizado con 195 CV (192 HP; 143 kW). 23 4E A, código: 1005. Como equipo de serie todos incorporaron llantas en 7,5 x 16 pulgadas (19,1 x 40,6 cm) y neumáticos en medida: 225/45/R16, interior en cuero gris, (NO el salpicadero) reposapiés M, N.º VIN: 1894358 - 1894628
Evolution 2
Serie limitada a 500 unidades, desde marzo hasta mayo del 88. Esta evolución sí fue importante para poder seguir siendo competitivos frente a la competencia, tanto lo que respecta al motor como a la aerodinámica. al motor se le incrementó la potencia hasta 220 CV (217 HP; 162 kW) y un par máximo de 245 N·m (181 lb·pie), árboles de levas con más cruce, admisión y escape de 50 mm (2 pulgadas), relación de compresión de 11,0:1, volante de inercia aligerado, reprogramación de la electrónica Bosch ML-Motronic, relación grupo final: 3:15, es decir, más largo respecto al anterior M3 que lleva un 3:25. Llantas y neumáticos en medidas: 225/45/16 pulgadas (40,6 cm), faros elipsoidales, frenos de disco autoventilados y reforzados de 280 mm (11,0 pulgadas).
La aerodinámica se retocó considerablemente, entre otros elementos: toberas de aire para refrigerar mejor los frenos de disco, es decir, se quitaron los faros antiniebla para adaptar las toberas, se añadió un "spoiler" delantero en forma de cuña y debajo del alerón trasero, se incorporó un deflector, se aligeraron el grosor de los cristales y la tapa del maletero. El motor lleva pintados los colores Motorsport en la admisión y tapa de balancines, el interior es una combinación en tela de cuadros en los centros y cuero en los laterales, en la consola lleva una placa numerada metálica con el número de unidad. Reposapiés M. Tubos de escape en acero pulido, los colores sólo fueron tres: Macao-Blue,(250) Misano-Rot(236) y Nogaro-Silber,(243) son los nombres de estos tres circuitos ya que fue ahí donde ganaron carreras. Macao en China, Misano en Italia y Nogaro en Francia. Los N.º VIN: 2191372 - 2191953 Motor S14, 23 4 S1 (código 1001) NO catalizado.

#### Cabriolet

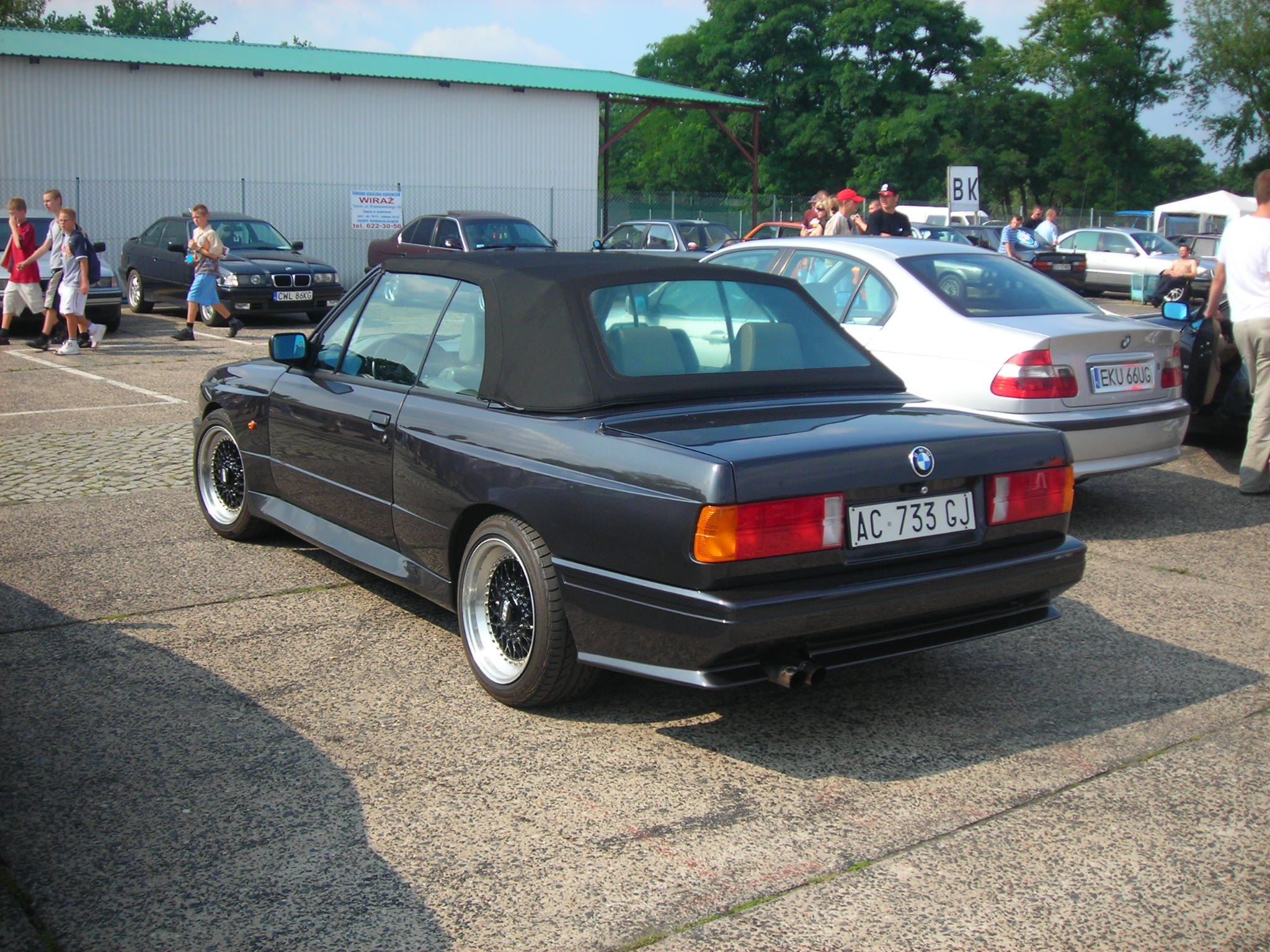
Versión Cabrio en Polonia en agosto de 2007.

BMW presentó un prototipo del primer M3 cabrio en el Salón del Automóvil de Fráncfort en 1985, montaba un motor de seis cilindros en línea y tracción a las cuatro ruedas (igual al E30 325ix 4X4), pero la versión definitiva se basó en el coupé, excepto en la tapa del maletero (igual al resto de los E30) y no lleva el alerón del coupé. La producción empezó en junio del 88, hasta finalizar en junio del 91. Fue ensamblado a mano en el departamento BMW Motorsport GmbH en Garching bei München, al igual que los M5 E28 y E34. Las carrocerías eran suministradas desde la cadena de montaje del resto de la serie E30 y en Garching se les montaban, motor y transmisión, interiores, capotas, ruedas y las distintas variaciones de opciones extras. En 1988 se ensamblaron 130 unidades, para 1989: 180, en 1990: 176 y en 1991: 300, es decir, un total de 786 unidades ensambladas. Al igual que el coupé, todos los M3 E30 se fabricaron con volante a la izquierda y, tanto las series limitadas como los cabrios, fueron destinados exclusivamente al mercado Europeo. Es exactamente igual al coupé en prestaciones a excepción del peso, con 1200 kg (2646 lb) y el cabrio 1360 kg (2998 lb). Estos 160 kg (353 lb) de más se debe a su estructura reforzada, ya que al no tener techo rígido, los refuerzos se centran en los bajos laterales, hueco de la capota y el montante del parabrisas, creando así una estructura de gran rigidez a las torsiones; el resto de los E30 cabrios llevan los mismos refuerzos. Para poder soportar el sobrepeso, se utilizan amortiguadores y muelles algo más rígidos, montaban llantas de 7 x 15 pulgadas (17,8 x 38,1 cm) y neumáticos en medidas 205/50/V15, como opción, llantas 7,5 x 16 pulgadas (19,1 x 40,6 cm) y neumáticos en medidas 225/45 R16 pulgadas (40,6 cm), así como los colores de carrocerías y capotas. Los colores de carrocería son: Diamond Black metallic. 181) Alpine White II(218) Misano Red(236) Nogaro Silver metallic.(243) Sterling Silver metallic.(244) Macao Blue metallic.(250) Brilliant Red(308) Jet black(668) Los colores de capotas son: Dark Blue(384) y Black(382) Hubo una en marrón oscuro pero fue descatalogada.

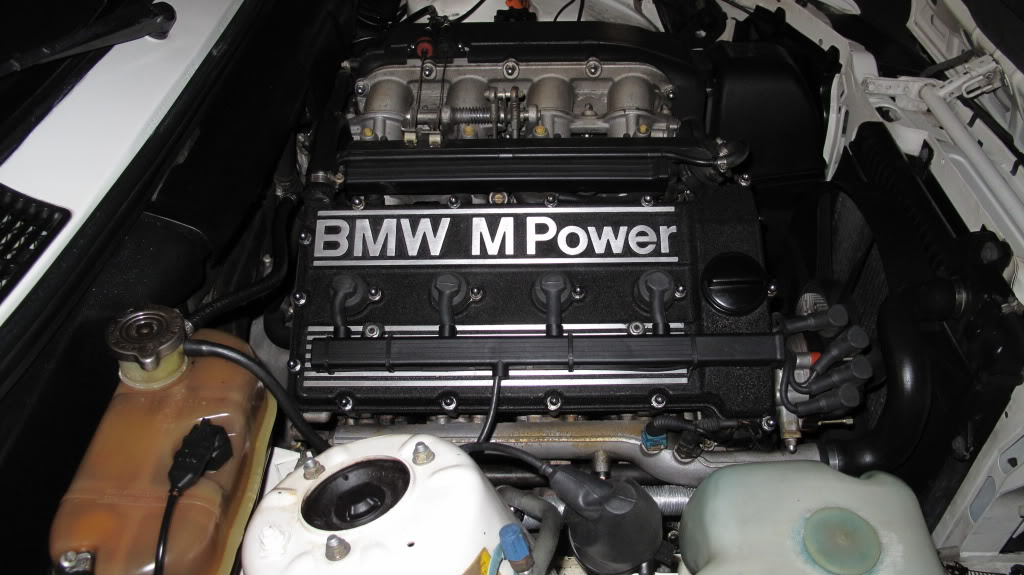
Motor S14 de un modelo 1988.

Los motores S14 que montaron fueron: (23 4E A) 195 CV (192 HP; 143 kW) para los catalizados; y 200 CV (147 kW) para los NO catalizados (23 4S 2) 215 CV (212 HP; 158 kW) catalizados. Los códigos del modelo M3 cabrio son: BB01 los NO catalizados y BB05 los catalizados. Los n.º VIN son: 2385001-2385042 (06/88-09/88 NO catalizados) EB85000-EB85093 (04/89-06/89 NO catalizados) 3559001-3559088 (07/88-09/88 catalizados EB86000-EB86561 (03/89-07/91 catalizados. Hubo dos M3 cabrio exclusivamente únicos, uno hecho por BAUR en el año 90 sobre la base de un coupé del año 86 y motor 200 CV (197 HP; 147 kW) color Diamantschwarz (181).
Único M3 cabrio del año 04/89 con motor del EVO II y 220 CV (217 HP; 162 kW), reconocido oficialmente por BMW AG, color Alpinweiss II y N.º VIN: EB85020.
Cecotto/Ravaglia
Esta edición limitada de 505 M3 no fue una nueva evolución, fue una edición conmemorativa al piloto venezolano Johnny Cecotto y al italiano Roberto Ravaglia, por haber ganado los títulos de campeones europeos del DTM alemán, en 1989 con sendos M3 oficiales. Los M3 Cecotto/Ravaglia, se distinguen del resto por llevar la misma aerodinámica del Evo 2, mismos colores, llevan una placa en el centro de la consola numerada y firmada por ambos pilotos, de los Cecotto se fabricaron 480 unidades y 25 del Ravaglia. Estaban disponibles en los tres colores del Evolution II: azul Macao, plata Nogaro y rojo Misano. Fueron destinadas exclusivamente para el Reino Unido, aunque todos curiosamente contaron con volante a la izquierda, sin tener en cuenta que en dicho país lo montan al lado opuesto.
Los motores todos son catalizados (23 4S 2) y 215 CV (212 HP; 158 kW). Grupo final 3:25, la caja de admisión y la tapa de balancines van pintadas del mismo color que sus carrocerías, volvieron a montar faros anti-nieblas y sus llantas llevan el fondo pintado en negro satinado, aro y adorno central en gris, medidas llanta 7,5 x 16 pulgadas (19,1 x 40,6 cm) y neumáticos 225/45/ZR16, escapes dobles en acero pulido. En el interior destaca: el pomo del cambio iluminado, regulación interior de faros elipsoidales, espejo retrovisor con luz lector de mapas, ordenador de a bordo (OBC II) con mando remoto desde el volante, estriberas en umbral de puertas con el logo M3 y los colores Motorsport, reposapiés M, asientos mitad cuero en laterales y reposa cabezas, mitad tela en los centros con los colores Motorsport, así como los paneles laterales. Como opción, también está la tapicería en color gris así como el salpicadero y paneles laterales o bien todo en cuero negro. EDC (suspensión con mando electrónico) como opción.
Los n.º VIN:AE40337-AE40868 desde 04/89 al 07/89.

#### Sport Evolution

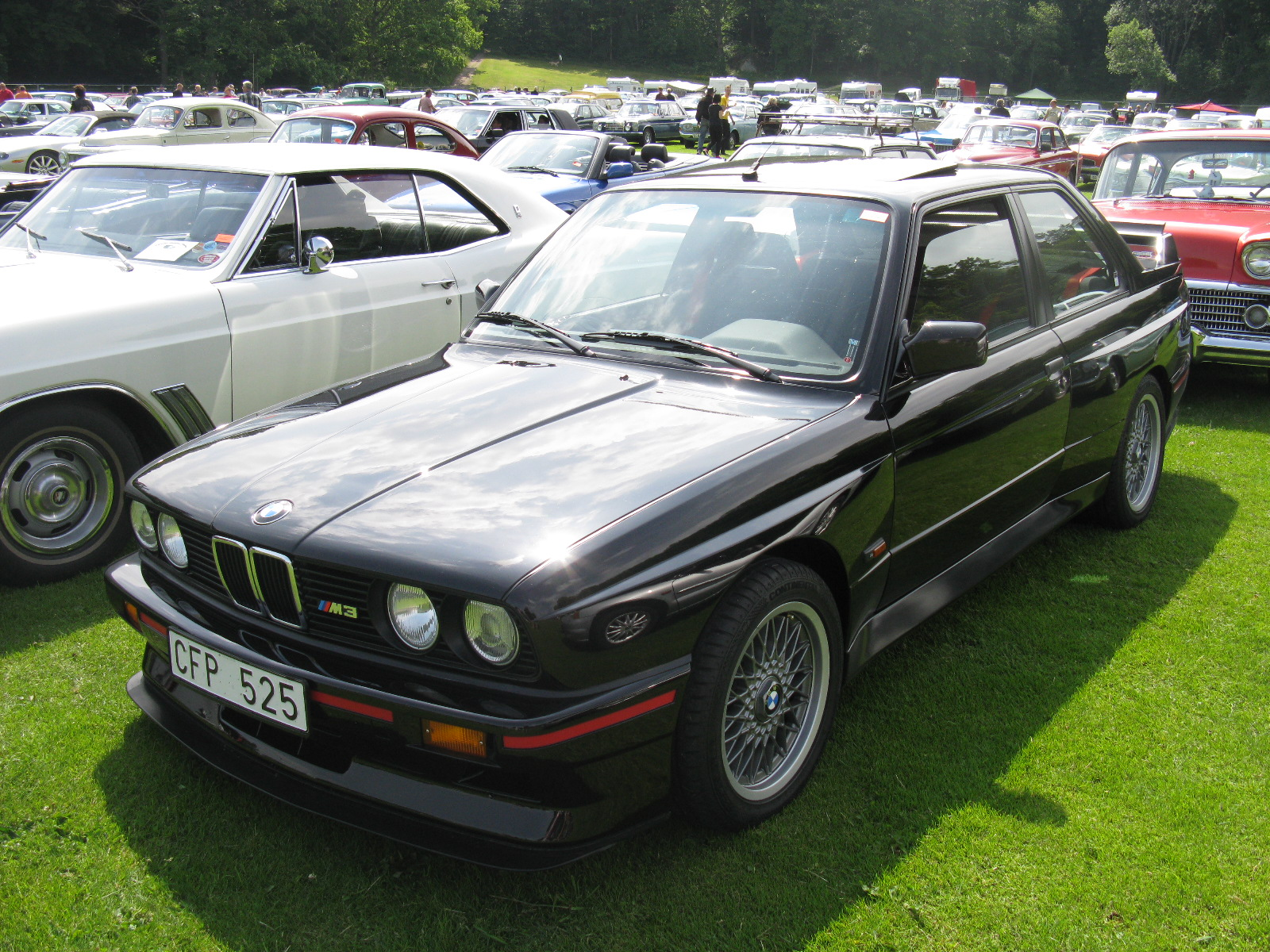
Versión Sport Evolution.

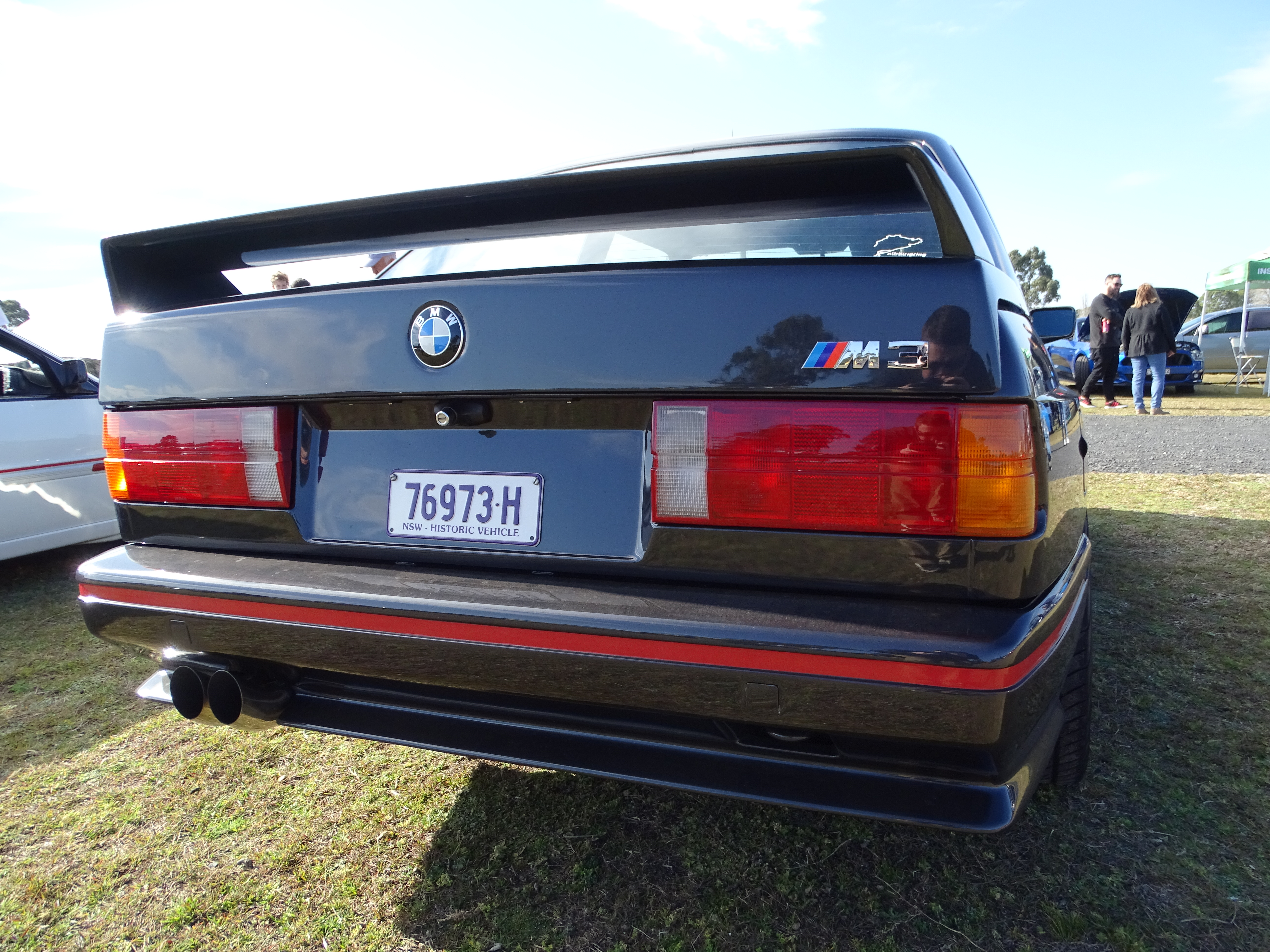
Vista trasera con matrícula de vehículo histórico.

Creado en 1990 para cumplir la reglamentación Grupo A de la FIA en edición limitada a 600 unidades, y que contó notables evoluciones entre las que destaca la del motor, que creció en cilindrada.
Estéticamente, toman como base la versión Evolution, y siguen siendo sus anchas “cachas”, los faldones por todo su contorno y su baja línea de cintura la que marca su personalidad; cuando lo ves te grita a los ojos que es un deportivo de verdad. Se distinguen de los M3 a secas por las llantas de 7,5 x 16 pulgadas (19,1 x 40,6 cm) y la aerodinámica retocada, con spoiler delantero y alerón trasero regulables ambos en tres posiciones. Recogidos se comportan como en los M3 de serie, mantienen el Cx de 0,33 y son sus posiciones más agresivas cuando logran incrementar el apoyo aerodinámico en 86 kg (190 libras) delante y 41 kg (90 libras) detrás, a costa de empeorar el citado Cx, aunque no sabemos en cuanto.
Por dentro son protagonistas los nuevos baquets de piel, que cuentan con reposacabezas integrados y, como los de competición, con huecos para montar arneses. En general, aunque la cabina parece hoy algo relativamente normal, por entonces era la propia de un coche de bastante lujo.
Dinámicamente, el Sport Evolution cambia la pisada de sus predecesores gracias a tarados más firmes de amortiguadores -bitubo de gas en las cuatro ruedas-, muelles y barras estabilizadoras, que dejan al coche 10 mm más bajo, más avance para la dirección, y más anchura de cubiertas, que crecen de 205/55 15 pulgadas (38,1 cm) a 225/45 16 pulgadas (40,6 cm).
Es el cambio más importante de esta versión, pues crece en cilindrada y cuenta con catalizador de cara a cumplir el reglamento Grupo A FIA y las normas del DTM Alemán de la época. La nueva cilindrada es fruto del crecimiento de diámetro x carrera de los cuatro pistones de 95 x 87 mm (3,74 x 3,43 pulgadas) y pasa de 2302 a 2467 cm³ (2,3 a 2,5 litros). Se añaden válvulas de sodio huecas y se mejora la refrigeración. Con todo ello, baja la relación de compresión de 10,5:1 a 10,2:1. Pasa así de 204 a 238 CV (201 a 235 HP) (150 a 175 kW) a las 7000 rpm y un par máximo de 240 N·m (177 lb·pie) a las 4750 rpm.
Toda la potencia es entregada a las ruedas traseras por la mítica caja Getrag en H con la primera que se engrana tirando de la palanca para atrás, o sea, hacia ti, donde todos los coches tienen la segunda. Así, cuando efectivamente subimos a segunda, empujando y cambiando de carril, tendremos el movimiento de segunda a tercera y viceversa, en línea recta. Para la ocasión, sus desarrollos son un poco más largos.

## E36 M3 (1992–1999)

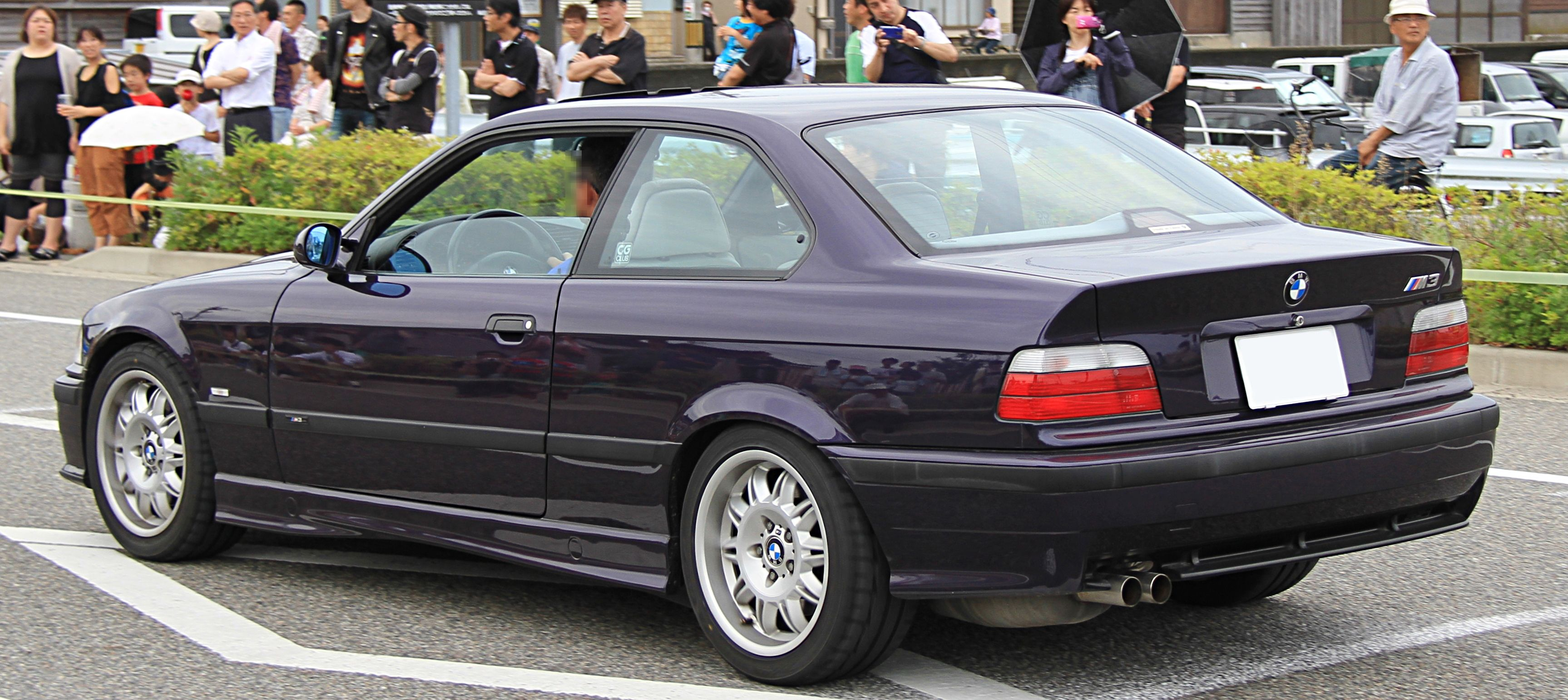
Vista trasera del Coupé.

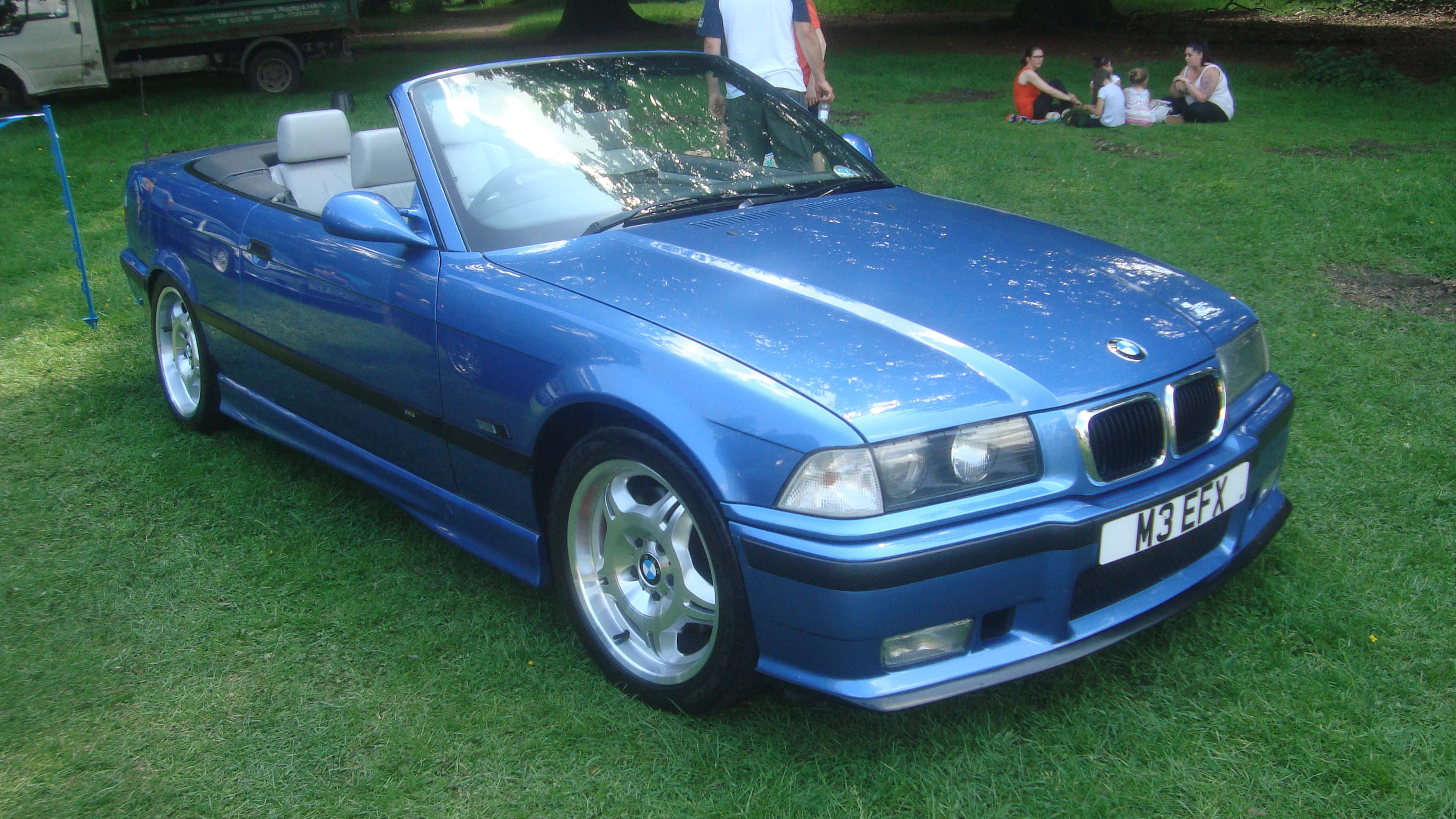
Versión Cabrio.

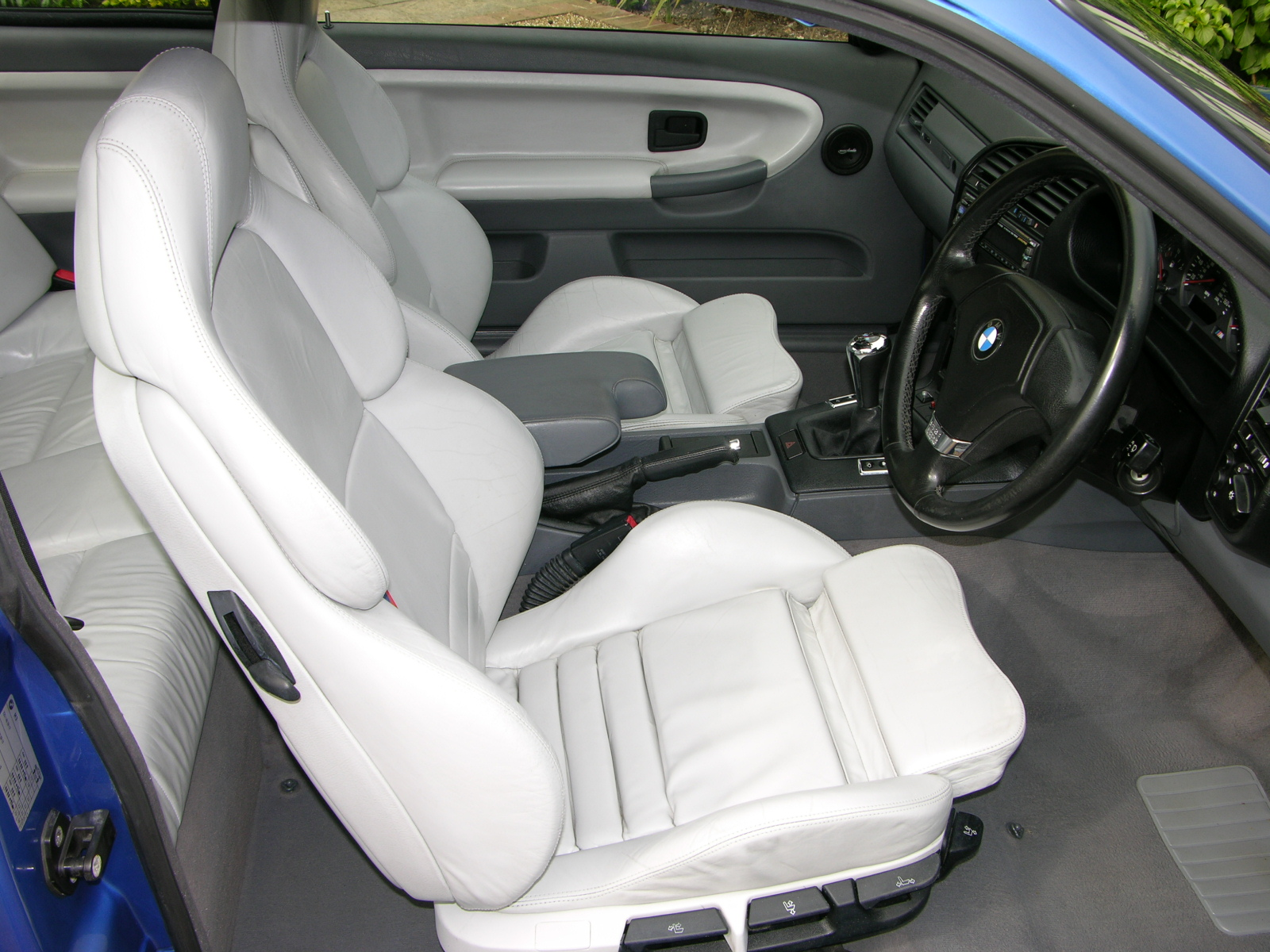
Interior del Evo Coupé.

Para el modelo del año 1996, el M3 fue mejorado al nuevo motor S50B32 de 3201 cm³ (3,2 litros) con un diámetro x carrera de 86,4 x 91 mm (3,40 x 3,58 plg), que producía 321 CV (317 HP; 236 kW), una caja de seis velocidades, así como los frenos más grandes del M5. La nueva caja de cambios SMG fue también ofrecida como un opcional. Estos modelos son frecuentemente descriptos como los modelos "Euro" para diferenciarlos de los modelos vendidos en América del Norte, los cuales fueron algo diferentes. El 3.2 Euro es también conocido como el M3 "Evolution" o "Evo".
El primer E36 M3 en ser importado a los Estados Unidos fue el modelo 1995, el cual recibió un motor S50B30US de 2990 cm³ (3 L; 182,5 plg³) con 240 CV (237 HP; 177 kW) y 305 N·m (225 lb·pie) y una suspensión diferente. El razonamiento detrás del motor menos poderoso fue mayormente debido al excesivo costo proyectado en producir el motor original para el mercado de Estados Unidos y la posible dificultad del motor europeo para pasar las leyes de Estados Unidos más estrictas en cuanto a la emisión. Un M3 que fue vendido en los Estados Unidos en 1995 fue uno de los 2953 modelos de 1994 despachados desde Europa. Este coupé tuvo el motor de seis cilindros en línea de 2990 cm³ (3 litros), doble (DOHC) árbol de levas a la cabeza y 4 válvulas por cilindro (24 en total), que produce 240 CV (237 HP; 177 kW) a las 6.000 rpm y 305 N·m (225 lb·pie) de par máximo a las 4.250 rpm. BMW también produjo en alguna parte entre 120 y 125 M3 de peso ligero (solamente 85 fueron para los Estados Unidos), frecuentemente llamados CSL ("coupé deportivo ligero"). Estas fueron versiones de peso reducido del modelo pretendido a ser usados en la calle o en las pistas. Este era alrededor de 200 lb (91 kg) a 300 lb (136 kg) más ligero que el M3 de serie, debido al uso de materiales ligeros y a la eliminación del equipamiento de confort, como el aire acondicionado, asientos de cuero y el techo solar.
El modelo de los años 1996-1999 tenía la cilindrada aumentada hasta 3201 cm³ (3,2 L; 195,3 plg³) con 240 CV (237 HP; 177 kW) y 320 N·m (236 lb·pie) de par máximo, el cual es el mismo motor usado al principio en el BMW Z3 M. Desde el modelo 1996, es conocido por ser más difícil de ajustar para el rendimiento, debido al levemente menor múltiple de admisión y electrónica más complicada (OBDII). También estuvo disponible como sedán a partir del modelo 1997, y como descapotable en 1998. La producción del sedán fue detenida en 1998, mientras que los otros modelos continuaron hasta 1999.
El E36 M3 estuvo también disponible como sedan en el Reino Unido por un período limitado a lo largo de 1995-1996, durante el cual alrededor de 400 modelos rhd fueron vendidos. Esta variación tuvo una suspensión ligeramente más blanda pero pudo ser comprada con la suspensión más firme de la cupé si el cliente lo deseaba. Las figuras de performance no cambiaron con el estándar 286 CV (282 HP; 210 kW) (más que los modelos de Estados Unidos por algún margen). Para 3.2 Evo, con 321 CV (317 HP; 236 kW), la fiabilidad es ampliamente considerada en convertirse en una cuestión, al momento en que este vino con una costosa y al mismo tiempo problemática unidad doble VANOS de variación del ángulo del árbol de levas en la tapa de cilindros, la cual varía el ángulo del árbol de levas de admisión y escape por medio de solenoides electrónicas, las que tienden a tabletear dentro del compartimiento a pocas revoluciones del motor que es cuando no están bajo carga y causó que varios propietarios retornaran sus coches a los distribuidores para que les fueran reemplazados. Algunos coches fueron conocidos por tener unidad VANOS Seize, pero lo único que se conseguía era afectar a las prestaciones. El M3 EVO aparece para siempre atrapado con el estigma de la baja fiabilidad por la sobre exageración del problema del VANOS, cuando en realidad la simplicidad del VANOS y componentes relacionados no tienen más problemas que otros componentes del motor, siendo este un problema de desgaste acusado en unas unidades más que en otras. Ambos motores son exactamente iguales, lo que hace aumentar su cilindrada es el cruce del árbol de levas. (Por favor contrastar información, el aumento de cilindrada es por la distinta carrera del cigüeñal) Por tanto podemos decir que el mito de que el 3.0 L y 3.2 L, es totalmente falso, existiendo en ambos una gran fiabilidad, siempre y cuando preceda un correcto mantenimiento.

### Versiones especiales
Hubo cinco modelos especiales del E36 M3 producidos: el M3 Euro-Spec (Edición Canadiense), M3 CSL (M3 LTW), M3 GT, M3 GT-R, y el M3-R. También hubo una edición aniversario en Australia. Solamente 50 cupés fueron producidos. Además, un único M3 Compact se fabricó en 1996. También, "BMW Individuales" fueron también posibilitados de ser diseñados por el cliente, un M3 con cuero específicamente coloreado, detalles en madera y otras opciones personalizadas incluyendo llantas de aleación de aluminio pulidas para la edición aniversario.
M3 Euro-Spec (Edición Canadiense)
En 1994 los acuerdos existentes entre Canadá y algunos otros países de Europa los cuales permitieron a cualquier automóvil autorizado en cualquiera de los países participantes a ser vendidos legalmente en cualquiera de los otros. Aunque BMW descubrió la siguiente generación E36 M3 en Europa en 1992, la compañía sintió que la versión de producción necesitaría precios mucho más altos para exportar a Norteamérica que lo que el mercado permitiría. Mientras los ingenieros trabajaron en un modelo más barato para la versión Norteamericana del E36 M3, BMW Canadá se aferró a la ventana de la oportunidad: 45 unidades con especificación Europea M3 cupés fueron especialmente producidas e importadas a Canadá.
Aún con un precio base de $59,900 (una suma substancial para el momento desde la lista del equipamiento estándar no incluía llantas forjadas de peso alivianado, aire acondicionado, techo solar o aún pintura metálica). A diferencia de otras versiones especiales del E36 M3, los compradores fueron libres de elegir cualquier color y opciones que ellos quisieron en sus automóviles, limitados solo por sus billeteras. Todos los automóviles vinieron equipados con el motor de 6 cilindros en línea 2990 cm³ (3 litros) con 286 CV (282 HP; 210 kW), frenos ventilados con disco flotante, faros delanteros de vidrio y otros equipamientos estándar Europeos. Ellos fueron inicialmente entregados en Toronto, entonces embarcados a lo largo del país a los distribuidores donde ellos fueron ordenados.
Canadá no vería otro E36 M3 a la venta hasta dos años más tarde, cuando BMW finalmente hizo las versiones estadounidenses del 1997 M3 disponibles para la venta.
Cambios impuestos por el gobierno canadiense
- Luz de niebla trasera eliminada
- Luces de circulación de día encendidas
- Tercera luz de freno
- Disposición de la placa de matrícula modificada

Unidades construidas
45 vehículos Euro-Spec Edición Canadiense fueron fabricados, cada uno teniendo una numeración grabada en una placa en el compartimento de guantes y en la caja personalizada de cuero que contenía el manual de usuario. Solo el M3-R australiano fue construido en un número de pocas unidades.
M3 CSL (E36)
Comenzando con el primer E36 M3 entregado, los corredores de BMW comenzaron a presionar a la fábrica por una versión lista para carrera con la cual competir contra el Porsche 911 en carreras deportivas de automóviles.
En 1995, BMW cedió y comenzó construyendo lotes de los M3 CSL como BMW Individual. Una vez completados fueron enviados al Prototype Technology Group (PTG) Racing en Virginia para la preparación final.
CSL vs. "de poco peso" controversia de nombramiento
Hubo una controversia menor en la cual algunas personas creerían que el M3 CSL no debería ser llamado un M3 CSL (en referencia al famoso 3.0 CSL), sino un M3 Lightweight, ya que ese era el nombre que BMW advirtió que tendría el coche.
Mientras que es cierto que el comunicado de BMW hacía referencia al coche como M3 Lightweight, cada hoja de construcción del M3 CSL (las instrucciones desde BMW AG a BMW Individual) claramente etiquetaba el coche como un M3 CSL, así que no cabe duda de que la factoría pensaba que el coche era un CSL. Además, el manual adicional que venía con el "M3 Lightweight" lo identificó como el CSL.
Esta controversia quizá se atribuyó al hecho de que la traducción inglesa de CSL es Coupé Sports Lightweight.
Cantidad fabricada

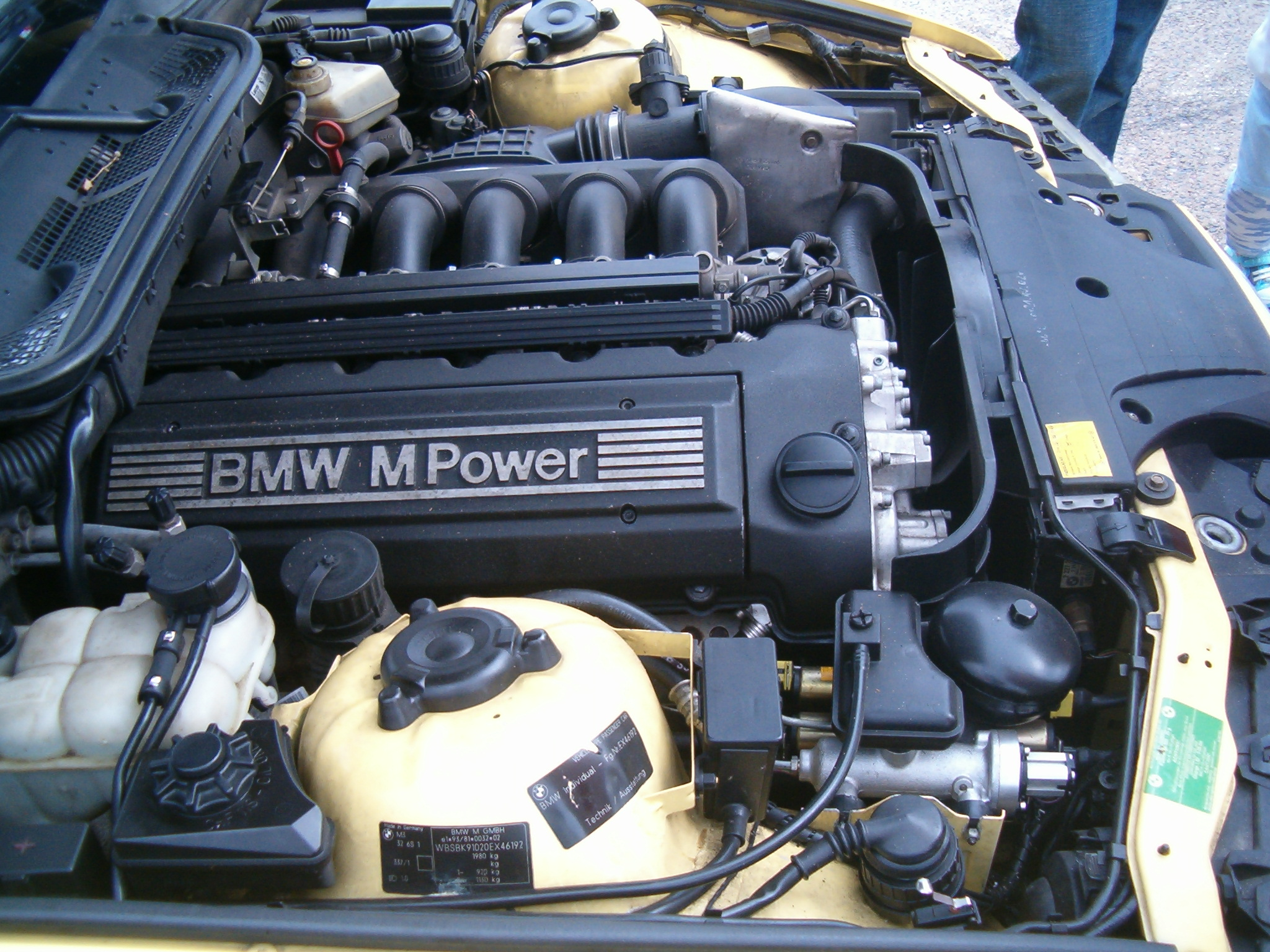
Motor S50B32.

A pesar de que BMW prometió fabricar al menos 85 ejemplares, BMW nunca comunicó el número de M3 CSL construidos y, a causa de la línea de ensamblado peculiar, aún no se conoce. Sin embargo, los entusiastas creen que el número de modelos existentes son aproximadamente 120.
Los primeros dos coches que fueron mostrados a la prensa no eran técnicamente M3 CSL ya que eran M3 regulares que PTG hizo similar en apariencia a los CSL aún no fabricados. Posteriormente esos dos coches fueron devueltos a PTG.
Historia de las carreras
Irónicamente, el coche que BMW fabricó para las carreras apenas compitió.
Fuera de los múltiples coches que corrieron en la BMW CCA Club Racing series (una serie amateur específica para modelos BMW) PTG tuvo entre dos y cuatro modelos que corrieron en el Campeonato IMSA GT. Parece que uno de esos coches fue vendido a Jeff McMillian, con el que ganó la SCCA World Challenge series, sin ganar una única carrera. Uno corrió la SCCA's Touring 1 class por John Browne, y uno o dos pudieron haber corrido en la extinguida Motorola Cup.
La mayoría de los M3 CSL, al parecer, nunca vieron una pista de carreras.
M3 GTR DTM
Muy poco se conoce sobre este coche: se piensa que BMW trató que el E36 M3 compitiera en la DTM racing series. Cuando a mediados de la pretemporada de 1990, las pruebas mostraron que el coche sería más ligero que la competición existente, Mercedes-Benz influenció a la DTM para sancionar el vehículo bien ralentizando el M3 GTR o ilegalizándolo para competir en la DTM. Los coches E36 GTR entraron en la alemana ADAC "GT Cup" series. 
M3-R
BMW Australia pidió quince M3 en 1994 para competir en la Australian Super Production Car series. Todos fueron enviados a Frank Gardner Racing para la preparación final.
GT
El M3 GT Coupé es una edición limitada de la Europa continental, de los cuales se hicieron 356, más 50 M3 GT Individual que fueron fabricados para el mercado del Reino Unido; todos construidos en 1995.
El BMW M3 GT es una serie especial construida para permitir al E36 M3 competir en las carreras FIA GT - clase II, IMSA GT e International Long Distance.
M3 GT2 / M3 Evo Individual
El M3 Evo Individual fue una edición limitada (200 unidades para Europa con identificación VIN WBACB5103-AN307--, 50 para el Reino Unido) a veces referida como M3 GT2. El motor y características de rendimiento del coche no cambiaron y BMW eligió una vez más una combinación de colores especial para el interior y el exterior. Para los demás compradores todo esto fue una verdadera innovación.
M3 Compact
BMW fabricó un único M3 Compact en 1996 con motivo del 50 aniversario de la revista alemana Auto Motor und Sport. Se trataba de un Compact equipado con motor S50B32 de 321 CV (317 HP; 236 kW) y caja manual de 6 velocidades, además de cuatro escapes. Frenos de M3, llantas de 17 pulgadas (43,2 cm) de doble medida, paquete aerodinámico M3 con retrovisores, paragolpes, taloneras, etc., en color rojo Hellrot 314. Interiormente montó el cuadro de instrumentos del M3 y asientos deportivos Recaro. En las pruebas realizadas, marcó 5,3 segundos en el 0-100 km/h (62 mph), superando en dos décimas a su homólogo comercial coupé.
Class ll
BMW fabricó 2500 unidades de un modelo no M3 en el 1994/1995, pero con las características aerodinámicas del M3 GT, incluía el alerón GT class (Alerón GT) al que se le podían añadir las solapas BMW Motorsport Gurney y los risers o elevadores para convertirlo en el famoso 3 partes, el spoiler delantero 3 partes que se formaba de dos bigotes laterales y el labio del medio que los unía y se regulaba dependiendo del circuito donde corriese (labio GT), todo ello para dar una mayor aerodinámica a un 318is berlina que fue diseñado para homologar un coche 4 puertas de competición, tenía una caja de cambios de 5 velocidades y equipaba un motor 4 en línea M42B18 de 1.8 L con 16 válvulas, que producía 140 CV (138 HP; 103 kW). con dos versiones de llantas 16 pulgadas (40,6 cm) a elegir, con todo el paquete aerodinámico M3, chasis rebajado, suspensión m-technick y dependiendo del país, un cierto color de carrocería, 200 rojos se destinaron únicamente a Francia, fue pilotado por Cecotto en la serie STW, debido a sus pocas unidades, es difícil encontrar información. Other edition limited by M GmbH.
Elogios
El E36 M3 es considerado uno de los mejores coches de todos los tiempos, y de hecho, se le llamó "El Mejor Coche" por Car and Driver en 1997.

### Rendimiento
| Cilindrada                   | Versión        | Potencia                | 0-100 km/h (62 mph) | Velocidad máxima (electrónicamente limitada) |
| ---------------------------- | -------------- | ----------------------- | ------------------- | -------------------------------------------- |
| 2990 cm³ (3 L; 182,5 plg³)   | Europea        | 286 CV (282 HP; 210 kW) | 5,6 segundos        | 250 km/h (155 mph)                           |
| 2990 cm³ (3 L; 182,5 plg³)   | Estadounidense | 240 CV (237 HP; 177 kW) | 6,5 segundos        | 220 km/h (137 mph)                           |
| 3201 cm³ (3,2 L; 195,3 plg³) | Europea        | 321 CV (317 HP; 236 kW) | 5,5 segundos        | 250 km/h (155 mph)                           |
| 3201 cm³ (3,2 L; 195,3 plg³) | Estadounidense | 240 CV (237 HP; 177 kW) | 6,5 segundos        | 225 km/h (140 mph)                           |

## E46 M3 (2000–2006)
El E46 M3 de 2001, apareció en todo el mundo con el nuevo motor S54B32 con 24 válvulas de 3246 cm³ (3,2 litros).
En el tiempo de la introducción de los coches, que tuvo las especificaciones más altas de salida para un motor naturalmente aspirado jamás construido por BMW, produciendo 252 kW (343 CV; 338 HP) y 365 N·m (269 lb·pie), con una potencia específica de 105,7 CV/litro, un hecho notable.
Las primeras unidades del E46 M3 fueron entregadas en color Azul Laguna Seca. Este característico color es especialmente apreciado en la actualidad como vehículo de colección al ser exclusivo del M3 E46, estando disponible solamente entre 2001 y 2003, al haberse producido un total de 1728 unidades de la versión coupé y 767 de la versión descapotable, incluyendo las versiones tanto para el mercado estadounidense, como para el europeo; y en ambas configuraciones con el volante instalado a la derecha o a la izquierda. Para el mercado europeo se produjeron 350 M3 E46 Cabrio en color Laguna Seca Blau. Estaba disponible también con la transmisión SMG Drivelogic, también conocida como "SMG II", una caja manual secuencial robotizada al estilo Fórmula 1, sin pedal de embrague y con paletas montadas detrás del volante, también como un detalle importante.
El modelo también venía con una nueva transmisión de 6 velocidades y régimen máximo (línea roja) de hasta 8000 rpm, la primera para cualquier BMW. El motor también consistió en seis cilindros de control independiente de la admisión y mariposas de admisión operadas electrónicamente (sin cable). Otra modificación se refería a la geometría del eje anterior, que era del M3 de la generación anterior, para mejorar la agilidad y el comportamiento en general.

### Rendimiento
| Modelos         | Potencia                | Par máximo           | Aceleración | Velocidad máxima                                                               |
| --------------- | ----------------------- | -------------------- | --- | ------------------------------------------------------------------------------ |
| Europeos        | 252 kW (343 CV; 338 HP) | 365 N·m (269 lb·pie) | 0-100 km/h (62 mph): 5.2 segundos 0-60 mph (97 km/h): 5.1 segundos 1/4 milla (402 m): 13.1 segundos a 185 km/h (115 mph) | 250 km/h (155 mph) (limitada electrónicamente) 280 km/h (174 mph) (delimitada) |
| Estadounidenses | 248 kW (337 CV; 333 HP) | 355 N·m (262 lb·pie) | 0-60 mph (97 km/h): 5,2 segundos 1/4 milla (402 m): 13.1 a 105 mph (169 km/h)                                            | 185 mph (298 km/h) (limitada electrónicamente) 200 mph (322 km/h) (delimitada) |

### M3 CSL (E46)

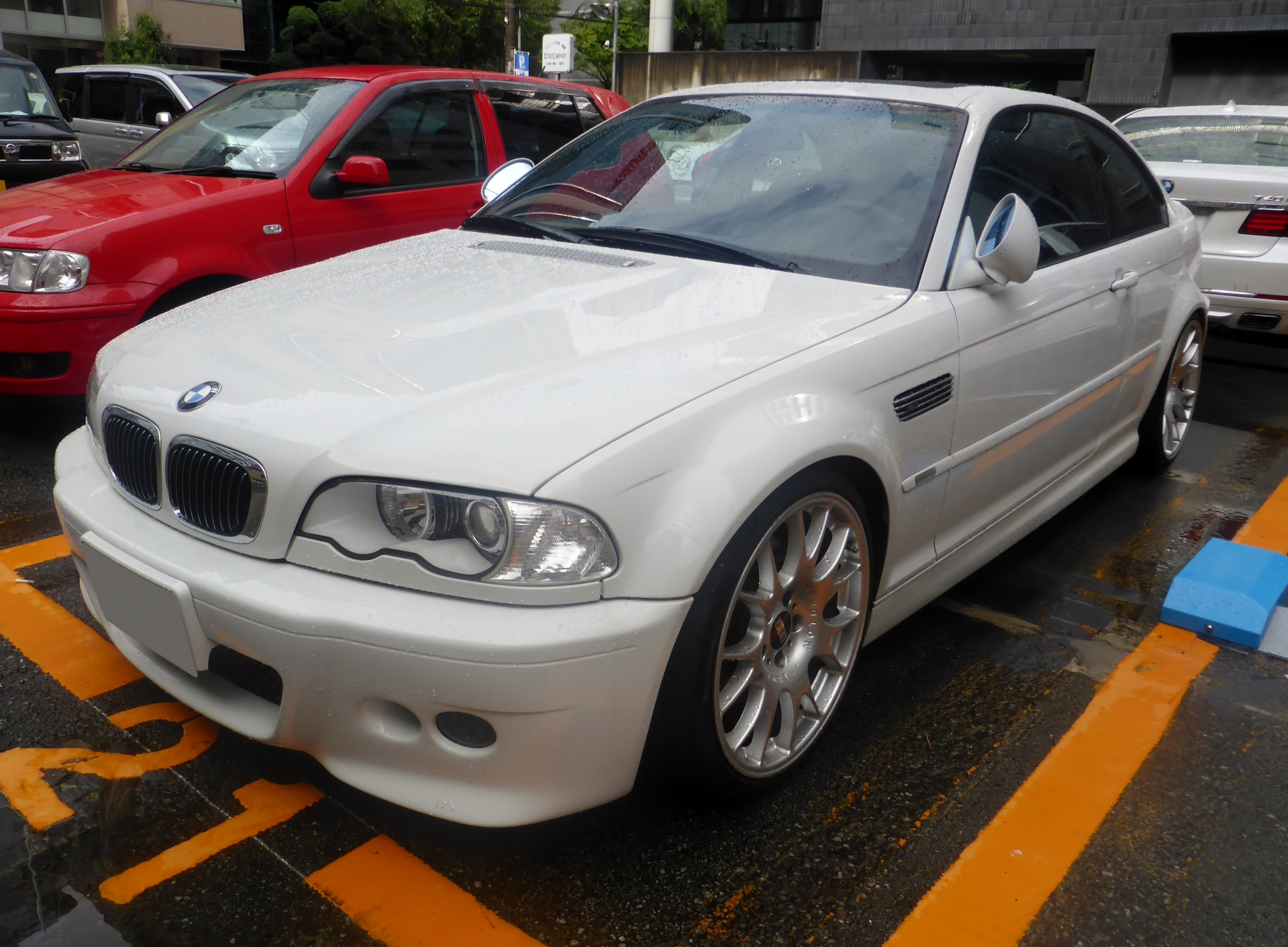
Vista frontal del BMW M3 CSL (E46).

BMW fabricó de forma limitada (menos de 1,400 unidades) de M3 CSL (E46) entre junio y diciembre de 2003. El CSL, coupé deportivo ligero en inglés, recibió una agresiva campaña de reducción de peso, más potencia hasta los 360 CV (355 HP; 265 kW) a las 7.900 rpm y 370 N·m (273 lb·pie) a las 4.900 rpm de par máximo, así como más agudas características de manejo que el M3 estándar, como los neumáticos de velocidad. Por el exterior, el CSL se distingue de su hermano por un juego de llantas BBS CH de 19 pulgadas (48,3 cm), un spoiler trasero integrado en la carrocería y un orificio de entrada de aire mayor en el lado izquierdo del parachoques delantero. La pérdida de peso fue conseguida por medio del uso de un techo y tapa de combustible de fibra de carbono, escape más liviano, luneta trasera más fina, paneles interiores de las puertas en fibra de carbono y consola, asientos de competición ligeros y la desaparición de los airbags laterales. Otras características disponibles en el M3 como equipamiento estándar como el aire acondicionado y la radio fueron también quitadas, aunque esas opciones podrían ser añadidas a gusto del propietario. La transmisión SMG II Secuencial Manual Gearbox (transmisión manual secuencial) fue integrada de serie. Debido a los pocos que se produjeron y las complicaciones para la aprobación del DOT y la EPA estándares para el mercado de Norteamérica, BMW nunca exportó el CSL a los Estados Unidos, aunque si bien algunas partes de él estuvieron disponibles en el M3 como parte de un paquete opcional de competición. Mientras el CSL fue comparable en prestaciones al Ferrari 360, pero por la mitad de precio, esta versión del M3 es frecuentemente criticada por ser demasiado orientada a la competición y significativamente más cara que el modelo estándar. Enfocada en la pérdida de peso, el CSL se convirtió en un menos "automóvil de todos los días" que el M3 que es conocido por ello. Otra crítica fue la indisponibilidad de una transmisión manual.
M3 Paquete de competición (USA), M3 Club Sport (UK)
Aunque si bien el M3 CSL nunca fue exportado a los Estados Unidos, en 2005 BMW presentó un M3 "Paquete de Competición" (también conocido como Club Sport en el Reino Unido): una opción de $4,000 que ofrecía un número de actualizaciones tomadas del M3 CSL. El paquete incluye:
- Ruedas de 19 pulgadas (48,3 cm) BBS de aleación.
- Resortes de suspensión especialmente ajustados para el "paquete de competición"; esto fue realizado sobre todos los M3 producción desde 12/05 en adelante.
- Caja de dirección CSL: Radio de dirección más directo de 14.5:1 (vs. el de los M3 estándar 15.4:1).
- DSC con modo de M-pista CSL por medio de un botón ubicado en el volante (remoción del control de crucero y controles de radio montados en el volante).
- Discos de freno perforados de compuesto del modelo M3 CSL; Disco delantero mayor de 13,6 pulgadas (34,5 cm), desde el original de 12,8 pulgadas (32,5 cm).
- Volante, palanca de velocidades y freno de mano realizados en Alcantara.
- Pintura exterior color Azul Interlagos como opción de color exclusiva.
- Decoración única del interior en aluminio.
- Sin control de crucero.

### M3 GTR y Straßenversion

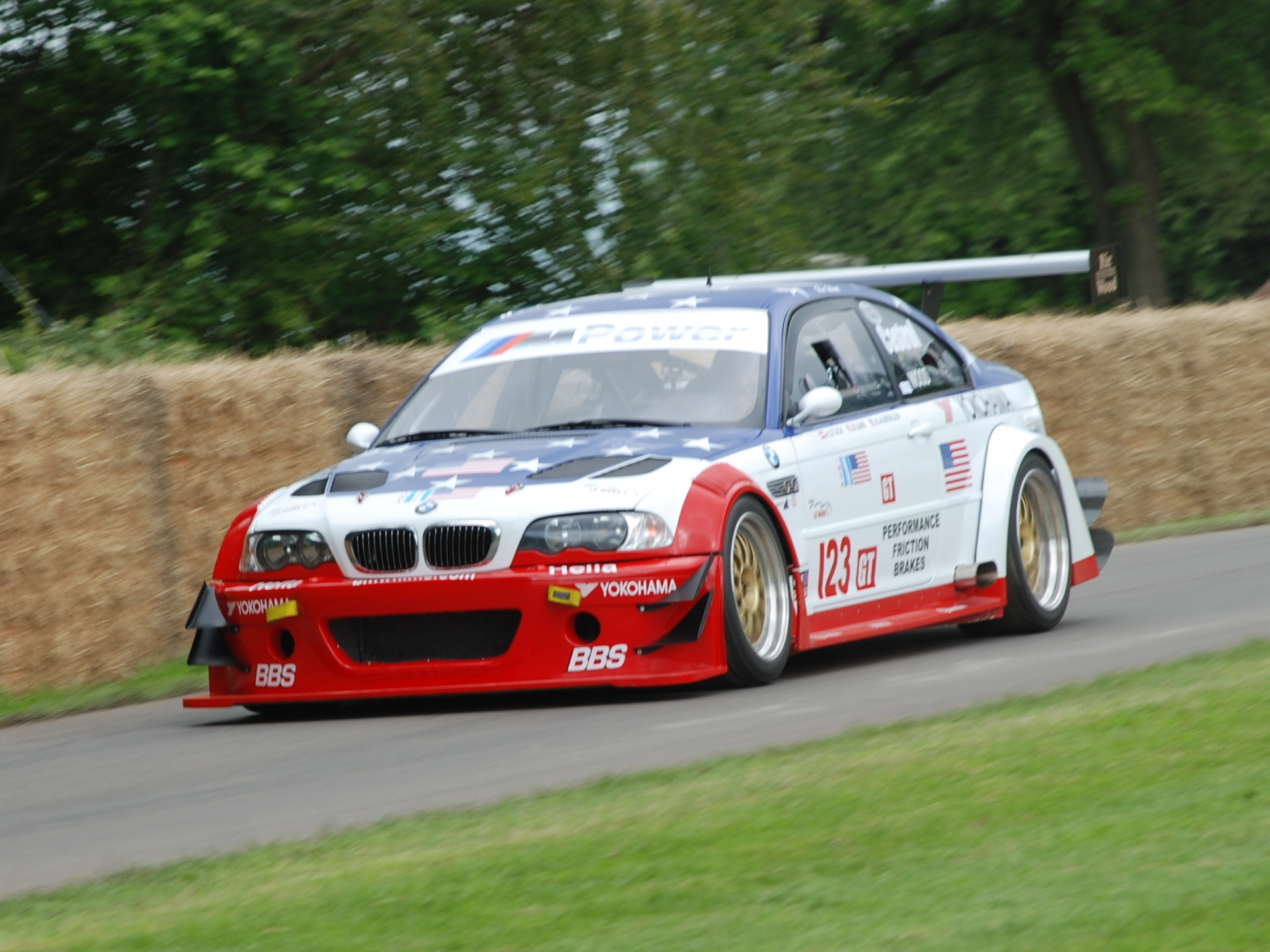
En el Festival de Velocidad de Goodwood en 2016

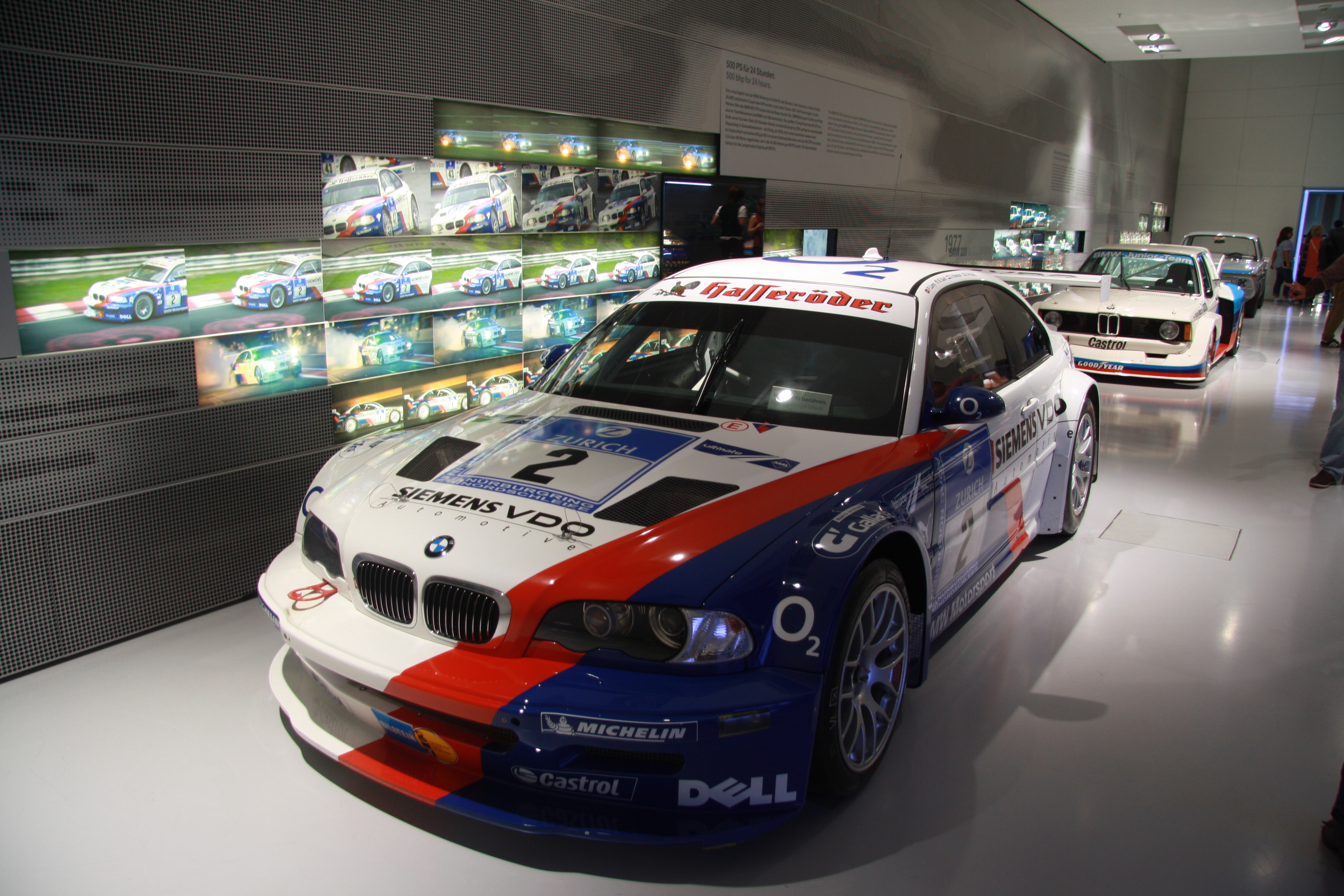
En el Museo BMW en Múnich.

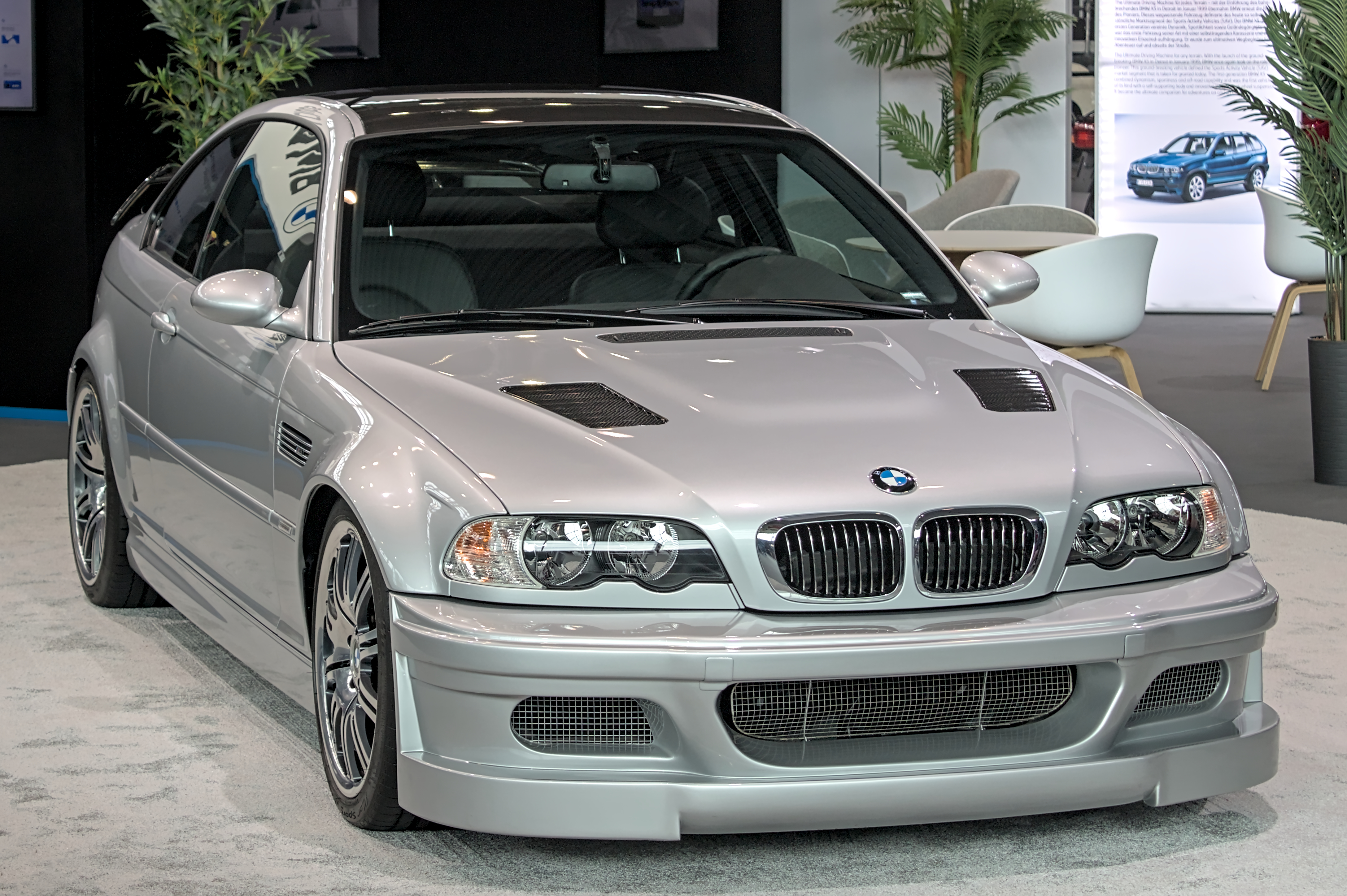
Straßenversion de 2002 en Retro Classics de 2024.

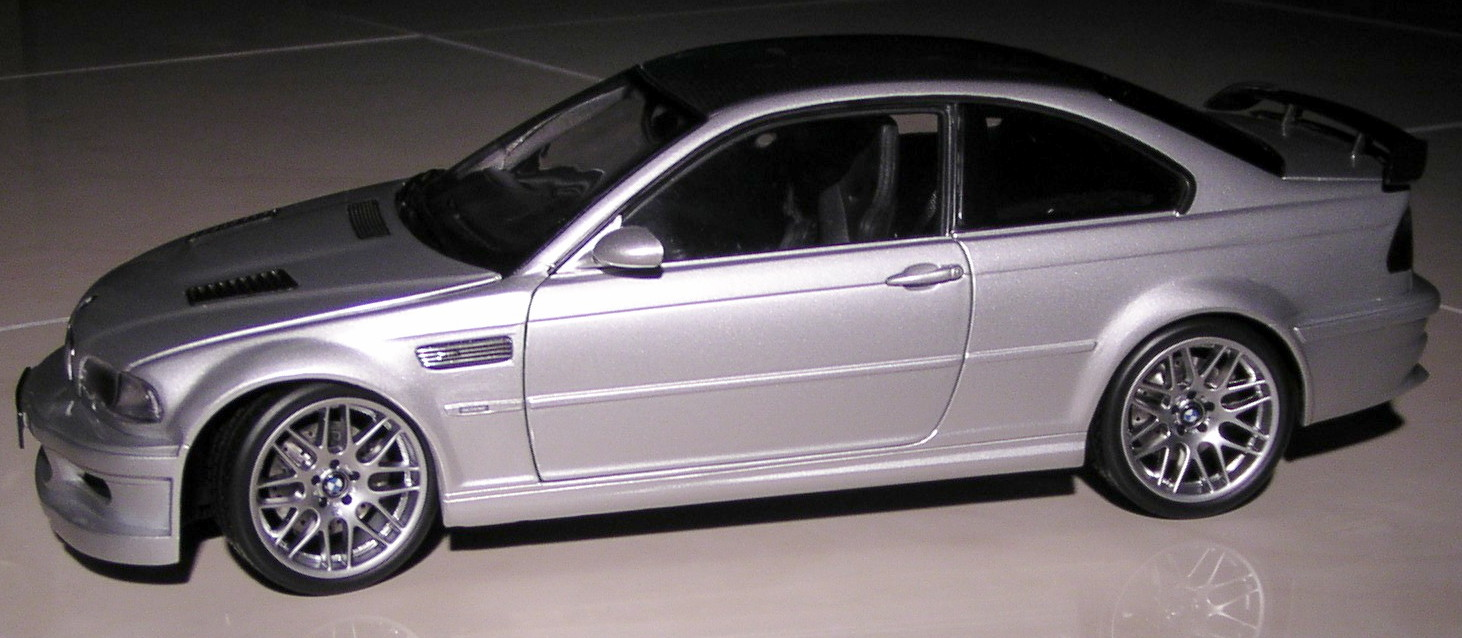
Modelo a escala.

El E46 GTR despertó a la vida en febrero de 2001, con un motor V8 P60B40 de 3997 cm³ (4 litros) con un diámetro x carrera de 94 x 72 mm (3,70 x 2,83 plg), teniendo como base el motor V10 distribuido para Williams Grand Prix Engineering en la Fórmula 1, que producía 450 CV (444 HP; 331 kW) para la versión de competición, mientras que el Straßenversion (versión de calle) generaba 350 CV (345 HP; 257 kW), con un sistema de lubricación por cárter seco, acoplado a una caja de cambios manual de 6 relaciones con embrague de competición. Era 12 kg (26 libras) más ligero que el seis cilindros en línea de 3246 cm³ (3,2 litros) que potenciaba a las versiones M3 convencionales, mejorando incluso la distribución de peso del coche.
La potencia era transmitida al suelo a través de un diferencial electrónico de BMW Motorsport. En el interior la atmósfera era muy al estilo del CSL, ya que prescindía de asientos traseros con unos baquets realmente duros. El equipamiento era muy sencillo, aunque suficiente, más propio del interior de un BMW 316i básico. Lo anterior debido a que el ahorro de peso era importante.
La versión de competición del E46 M3 GTR 16 fue muy exitosa en la American Le Mans Series (ALMS), ingresada por Schnitzer Motorsport y también por Prototype Technology Group (PTG) Durante la temporada se hizo el nombre de "The Porsche Killer" debido a que durante la temporada obtuvo 5 poles y 6 victorias de las 8 rondas, obteniendo el título de pilotos y fabricantes de la categoría GT. Rivales como Porsche apuntaron que este coche fue más un Sport Prototipo por ser que no hubo motores V8 disponibles en el BMW E46 de calle, lo cual es una violación al espíritu del Gran Turismo.
Estaba basado en el BMW M3 E46, que había sido lanzado al mercado muy recientemente. Fue un coche construido por la propia BMW Motorsport de forma completamente artesanal, junto a los coches de competición en la planta de BMW en Regensburg, Alemania. El chasis estaba compartido con el coche de competición, y era muchísimo más rígido que el de los BMW M3 E46 de calle. Era un coche de competición matriculable y, como tal, tenía también un esquema de suspensiones único que lo hacía poco amigable en una conducción de diario.
Los brazos de suspensión y las barras estabilizadoras eran todos creados ad hoc por BMW Motorsport para los M3 GTR. Exteriormente podría haber pasado por un simple BMW M3 con un kit tuning. Conservaba las llantas de 19 pulgadas (48,3 cm) de los M3, a cuya estética sumaba un kit de carrocería consistente en unos nuevos paragolpes, un alerón trasero fijo en fibra de carbono y un capó trufado de entradas de aire. Su suspensión rebajada lo acercaba al suelo de forma considerable.

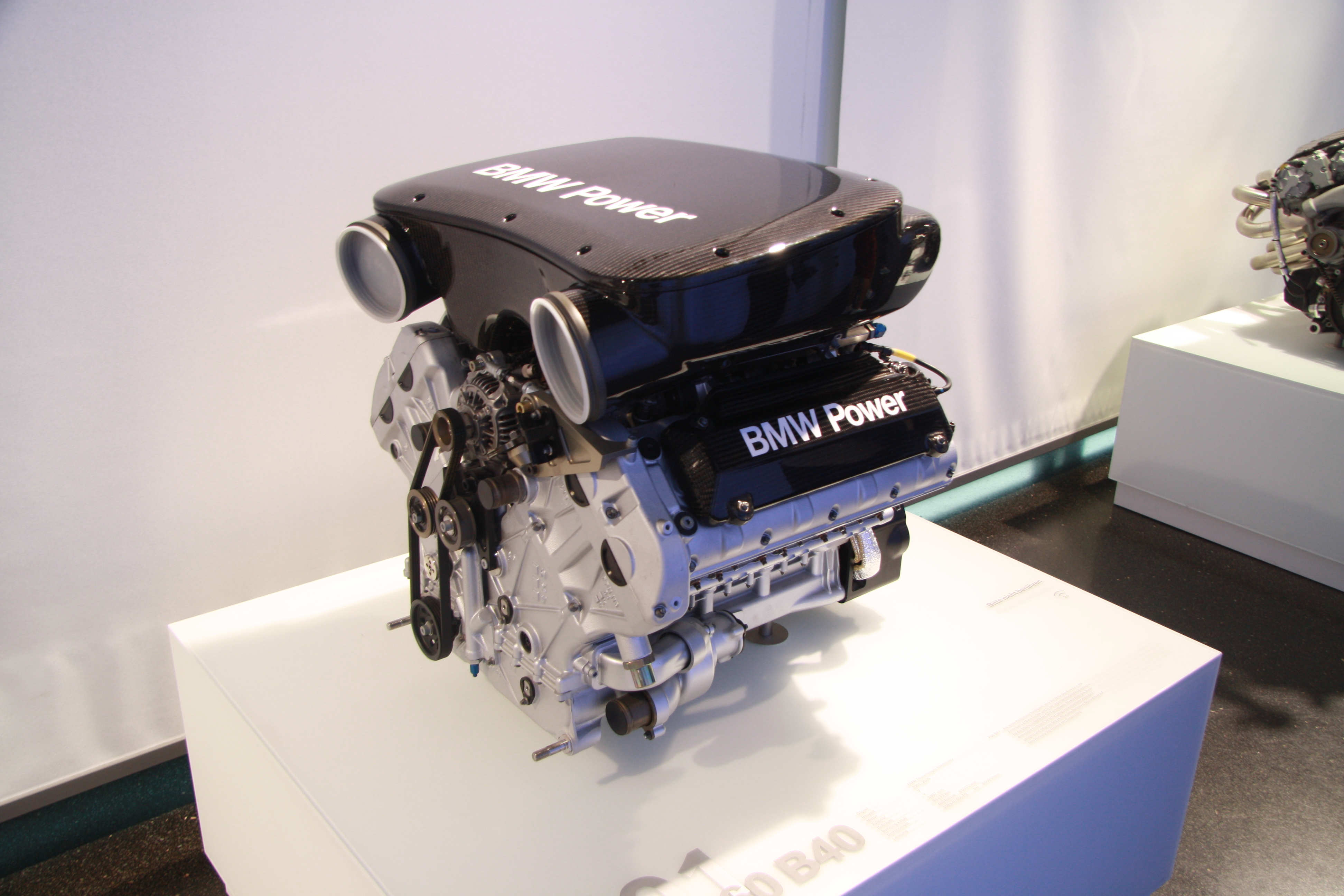
Motor BMW P60B40 V8 utilizado en el GTR

En 2001, las regulaciones de ALMS afirmaron que los coches debían estar a la venta en al menos dos continentes durante doce meses en que las reglas fueron decretadas. Para cumplir esta regla, BMW colocó 10 GTR de calle a la venta después de la temporada 200, por 250.000 € (entonces US$218 000 cada uno, supuestamente disponibles solamente para clientes selectos, siendo una versión con un motor "descafeinado", teóricamente de 350 CV (345 HP; 257 kW). Debido a esto, las reglas de ALMS fueron alteradas en 2002 para establecer que 100 coches y 1000 motores deberían ser construidos para el coche para poder participar sin penalidades. A pesar de que BMW pudo tener en competencia el V8 con las penalidades del nuevo peso y potencia bajo, estas nuevas regulaciones eligieron dejar fuera el ALMS, efectivamente terminando la corta vida en carrera deportiva del M3 GTR, debido a que hacer los M3 GTR de calle, se les hizo económicamente imposible, se dice también de que los M3 GTR de calle nunca fueron vendidos ni fabricados totalmente las 10 unidades dispuestas, aunque BMW nunca dio pistas de la paralización de la producción, cuando esta marca decidió retirarse de la ALMS después del cambio de reglajes.
Dos coches Schnitzer Motorsport GTR vieron un regreso en 2003 en las 24 Horas de Nürburgring y también con un aumento de potencia, hasta 492 CV (485 HP; 362 kW), ganando 1-2 en 2004 y 2005, así como también participaciones en las 24 Horas de Spa. Varias coberturas a bordo del automóvil fueron grabadas en 2004 mientras era pilotado por Hans-Joachim Stuck, Pedro Lamy, Jörg Müller y Dirk Müller en Nürburgring y Spa-Francorchamps.[cita requerida]
Estas últimas actuaciones valieron que este modelo fuese exhibido en el museo BMW como uno de los autos más exitosos.
Escuderías privadas (Scheid, GETRAG, etc.) también tuvieron instalados los motores V8 de 3997 cm³ (4 L; 243,9 plg³) dentro de una carrocería E46 para competir en Nürburgring, ganando algunas carreras VLN en los últimos años.

#### En la cultura popular
El M3 GTR E46 se convirtió en un clásico entre los jugadores tras su aparición en el videojuego Need for Speed: Most Wanted de 2005, y en varias entregas posteriores de la franquicia. Road & Track, que colaboró en el primer Need for Speed, describió el M3 GTR personalizado como "tan icónico que los fans aún recrean su diseño en la vida real". Al buscar información sobre el M3 GTR, casi el 85% de los resultados lo relacionan con Need for Speed: Most Wanted. También aparece en Real Racing 3, con un diseño especial de Need for Speed y su propia serie exclusiva.
En noviembre de 2024, con motivo de celebrar el 30.° aniversario de la serie de videojuegos Need for Speed, BMW recubrió con vinilo el M3 GTR n.° 42 ganador del ALMS GT 2001 conducido por Jörg Müller con la decoración de Need for Speed: Most Wanted como pieza de museo, y estuvo disponible para exhibirse en el BMW Welt Show en Múnich desde diciembre de 2024 hasta enero de 2025.

## E90/92/93 M3 (2007–2013)

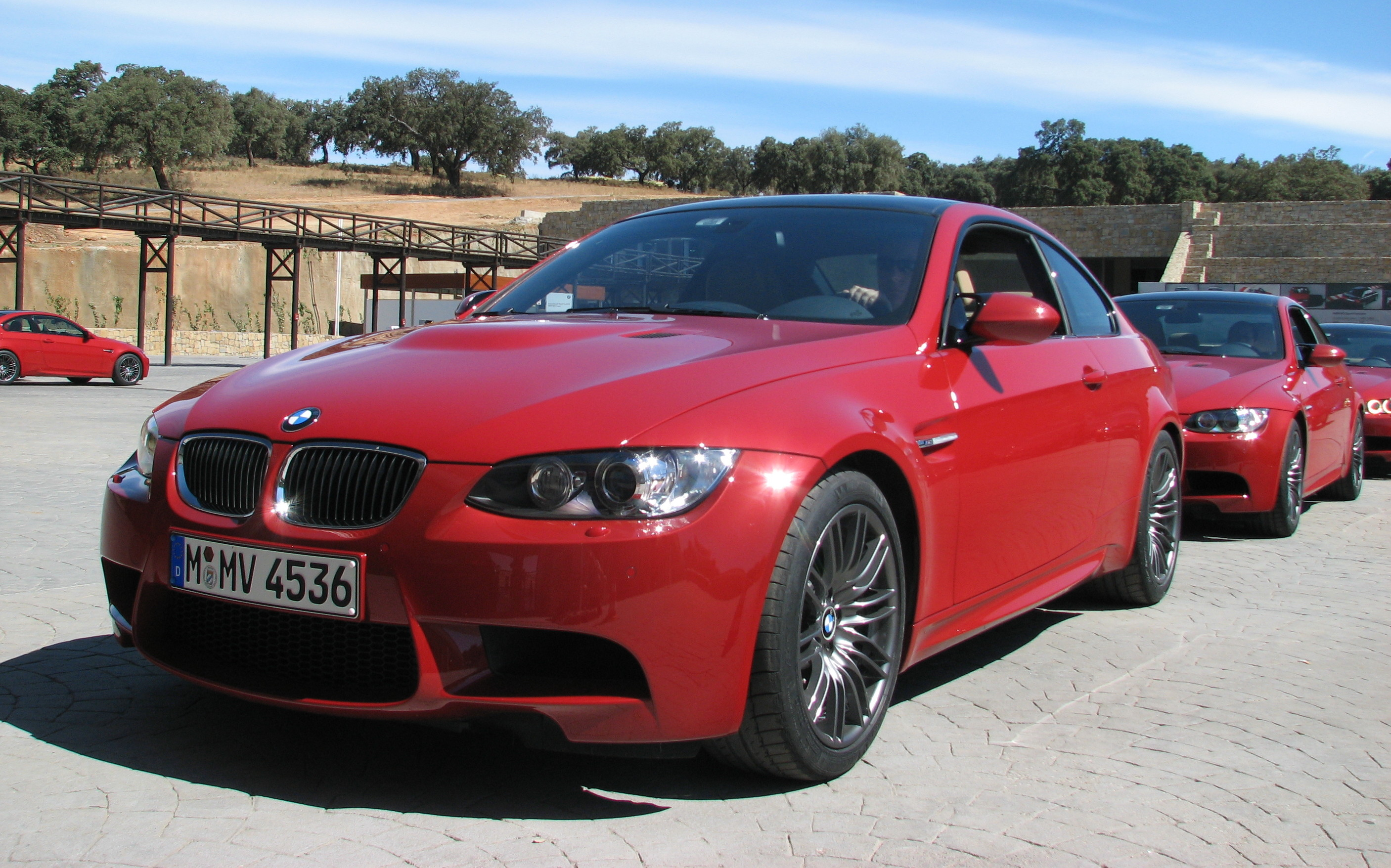
BMW M3 E92 coupé durante los ensayos de la prensa en Marbella.

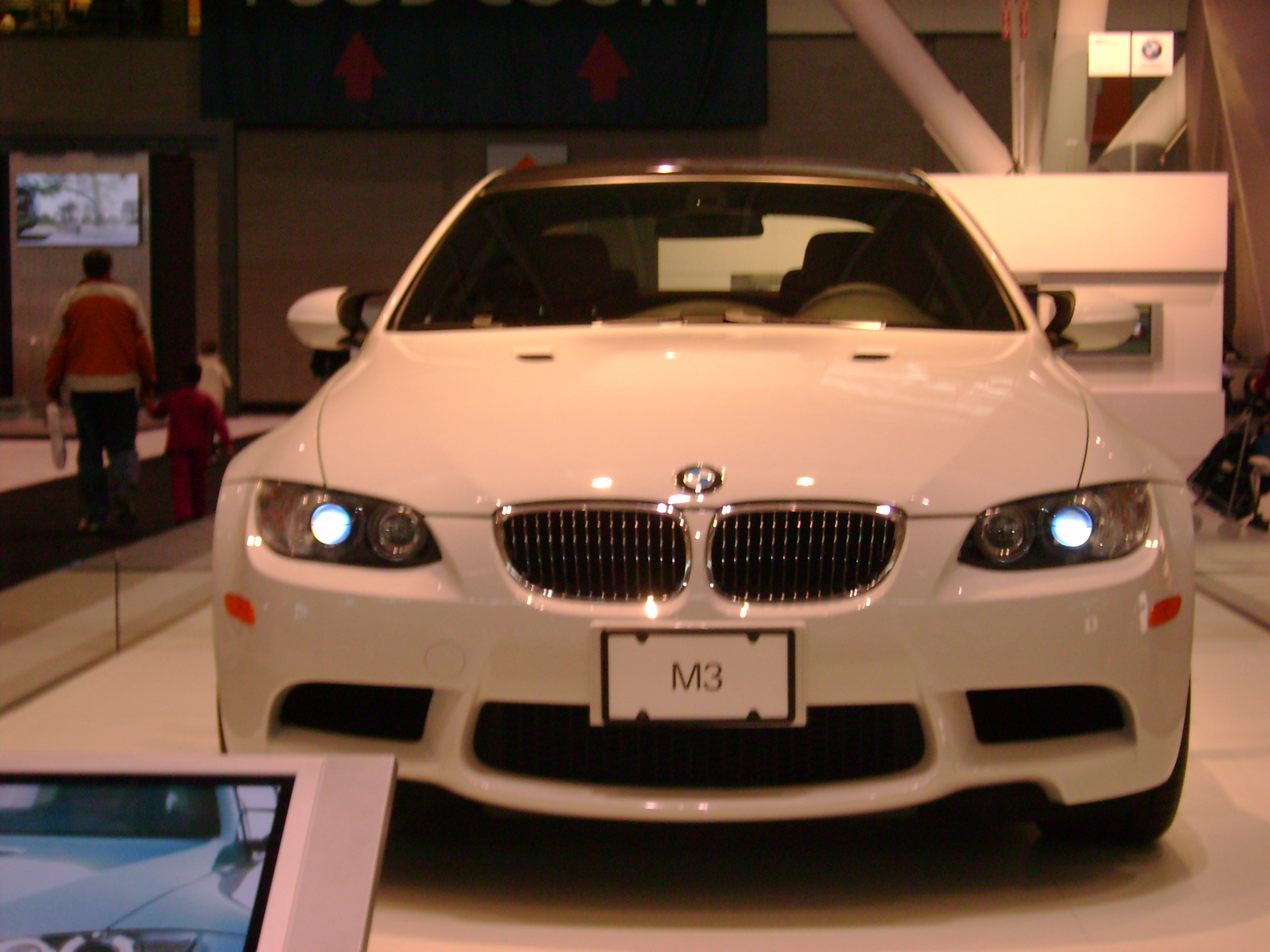
BMW M3 E92 Coupé de 2008 (modelo de EE. UU.)

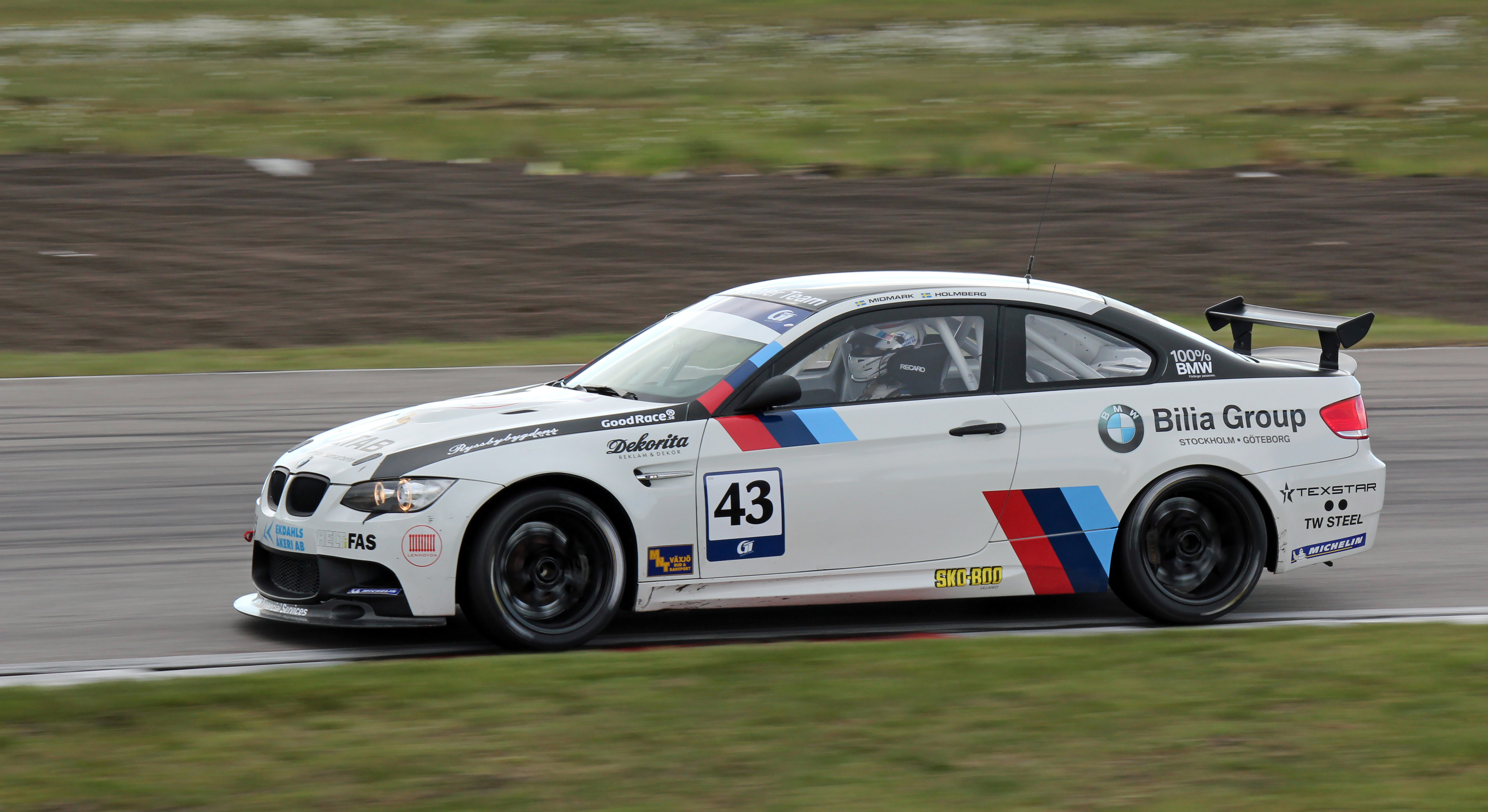
Modelo GT4 en el Anderstorp Raceway de Suecia en 2012, conducido por el piloto Chris Midmark.

A finales de 2007 se lanzó el M3 E92, con una potencia estimada en 420 CV (414 HP; 309 kW). Tiene un aspecto similar al del 335i E92, pero con un nuevo frontal, cuádruple tubos de escape, una agresiva protuberancia en el capó, un techo de fibra de carbono al estilo M6 y ventilaciones en el cuarto delantero con reminiscencias del M3 E46.
El E92 M3 está impulsado por un motor V8 a 90° S65 de 3999 cm³ (4 litros), en lugar del 6 en línea S54B32 utilizado en la última generación E46 M3. Mientras que el M3 E92 se parece a la serie E92 regulares 3, casi todos los paneles de la carrocería son exclusivos de la M3. El motor tiene el bloque y la culata de aluminio, distribución con doble (DOHC) árbol de levas a la cabeza, 4 válvulas por cilindro (32 en total), Doble VANOS e inyección electrónica Bosch MS S-60 con admisión variable, comandada por 8 mariposas independientes por cilindro, que produce 420 CV (414 HP; 309 kW) (SAE) a las 8.300 rpm y un par máximo de 400 N·m (295 lb·pie) a las 3.900 rpm, lo que representa un aumento de potencia del 22% con respecto al E46 M3.
El M3 tiene 420 CV (414 HP; 309 kW), pero con el 80% disponible desde las 2500 rpm, que sostiene en una aprovechable gama de 6500 rpm, lo que se traduce en elasticidad en situaciones rutinarias de manejo (tráfico denso). El nuevo motor S65B40 pesa 15 kg (33 libras) menos que el seis cilindros, con un peso total de 202 kg (445 libras).
El diseño sigue la tendencia de un poco más agresivo, como los coches M iniciado por la M5 E60. La tracción trasera y la transmisión manual estándar de seis relaciones, equipada con un Diferencial autoblocante Electrónico M con embrague monodisco seco y las medidas de los neumáticos son: 245/40 R18 delante y 265/40 R18 detrás y opcionalmente, se ofrece 245/35 R19 delante y 265/35 R19 detrás.
En opción se ofrece una versión equipada con caja secuencial de doble embrague, similar a la DSG lanzada oportunamente por el Grupo VW/Audi, que BMW denominó DKG desarrollada por su proveedor de sus sistemas de transmisiones Getrag, de 7 relaciones más arrimadas y 6 programas posibles de paso de los cambios (la velocidad de acople y desacople del embrague) y función de punta y taco al realizar rebajes (el motor pega una acelerada justo antes de engranar la marcha inferior a los efectos de reducir tironeos y posibles bloqueos en el tren trasero). Esta opción también ofrece una función denominada Launch Control que realiza maniobras de Clutch Drop, para lograr la máxima aceleración posible y superando la aceleración de la versión con caja manual, pasando de los 4,7 segundos de los 0-100 km/h (62 mph) a los 4,5 de la versión DKG. La velocidad máxima limitada es de 250 km/h (155 mph) y la máxima delimitada es de 307 km/h (191 mph).
Los frenos son de disco ventilados y perforados en las 4 ruedas de 360 mm (14,2 pulgadas) de diámetro delante y 350 mm (13,8 pulgadas) detrás con Servotronic y ABS.
El sistema de suspensiones delantero es independiente con doble articulación, barra estabilizadora, resortes helicoidales y amortiguadores telescópicos. Detrás independiente multibrazo, barra estabilizadora, resortes helicoidales y amortiguadores telescópicos. En opción se ofrece suspensión pilotada.
El peso total del conjunto es de 33 kg (73 libras) más con respecto a la versión anterior E46 totalizando 1655 kg (3649 libras) con un reparto de pesos 50,8% delante y 49,2% detrás. Sus medidas externas son: largo 4615 mm (181,7 pulgadas), alto 1418 mm (55,8 pulgadas) y ancho 1804 mm (71,0 pulgadas) con una distancia entre ejes de 2761 mm (108,7 pulgadas). El ancho de vía es de 1538 mm (60,6 pulgadas) delante y 1539 mm (60,6 pulgadas) detrás. La capacidad del maletero es de 430 litros (15,2 pies cúbicos). El tanque de combustible queda escaso con sus 63 litros (16,6 galAm) de capacidad, ya que el consumo es de 16,5 L/100 km (6,1 km/L; 14,3 mpgAm) en ciudad, 13 L/100 km (7,7 km/L; 18,1 mpgAm) en autopista, y 11 L/100 km (9,1 km/L; 21,4 mpgAm) a una velocidad constante de 100 km/h (62 mph).
En octubre de 2009, BMW introdujo el BMW E90 M3 Sedán, que esencialmente es igual al coupé E92 con pocas diferencias en diseño - El frontal del coche tiene el mismo diseño que el del M3 Coupé, a diferencia de la suave frente en el salón normal de 3 series. Otros cambios incluyen un nuevo diseño de los espejos retrovisores. El M3 Sedán fue diseñado para satisfacer las necesidades de una familia en términos de sentido práctico, por ejemplo, el acceso a las plazas traseras.
En mayo del 2010, con la llegada del verano europeo, BMW hace presentación de la versión Cabrio.
Se echa de menos una versión Touring que no se ve desde la versión E36, ya que curiosamente en Europa, este tipo de vehículos tienen una porción de público aceptable, ya que como ejemplos podemos citar que Mercedes-Benz posee versiones Estate de sus modelos C63 AMG y E63 AMG, así como Audi con sus versiones Touring de sus modelos RS4 y RS6.

### GTS

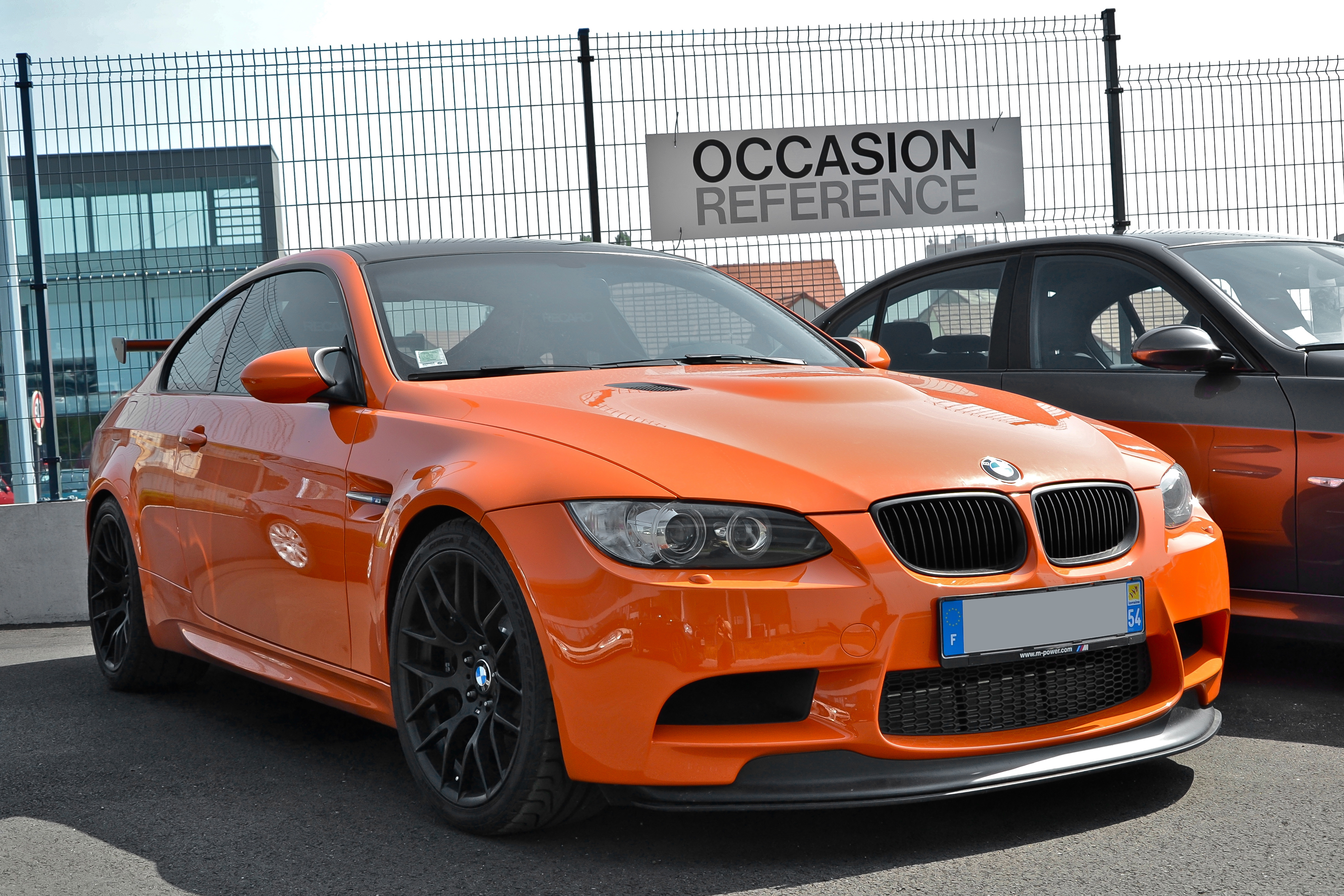
BMW M3 GTS.

En junio de 2010 se presentó una versión Carreras-Cliente denominada GTS, impulsada por un motor aumentado a 4361 cm³ (4,4 litros) con un diámetro x carrera de 92 x 82 mm (3,62 x 3,23 pulgadas), que produce 450 CV (444 HP; 331 kW) a las 8.300 rpm y un par máximo de 440 N·m (325 lb·pie) a las 4.750 rpm, frenos carbono-cerámicos, un equipamiento acotado y una alerón de aluminio y fibra de carbono de grandes dimensiones con 3 posiciones de regulación, que comercialmente se lo conoció pintado con un color llamado naranja-solar.
El coeficiente de arrastre (Cd) de los modelos con motor de 4.0 L es de 0,31 y 0,34 para el modelo con motor de 4.4 L.
En agosto de 2010, BMW lanzó una versión llamada Competition Package, que si bien equipa la motorización original de 4,0 L, sus diferencias están en la puesta a punto de sus suspensiones, que fueron rebajadas en 10 mm (0,4 pulgadas), merced a unos espirales más cortos y además más duros con respecto al M3 original, con amortiguadores y barras estabilizadoras revisadas.
Conocido internamente en la fábrica de Múnich con el código ZCP, esta versión puede diferenciarse del regular fácilmente, ya que viene equipado con llantas de 19 pulgadas (48,3 cm) tipo BBS de rayos en forma de "Y" que forman parte de este paquete para entusiastas del modelo y que su motivo de lanzamiento fue para darle batalla al Mercedes-Benz C63 AMG que lanzó una versión con 30 CV (22,1 kW) más, es decir, de 457 CV (451 HP; 336 kW) a 487 CV (480 HP; 358 kW), pero sin modificaciones en sus trenes de rodaje, demostrando que un fabricante como BMW se centra más en las prestaciones que en tener mayor potencia, siendo sus productos superiores al rebajar los tiempos obtenidos en las pistas de pruebas.

### Especificaciones

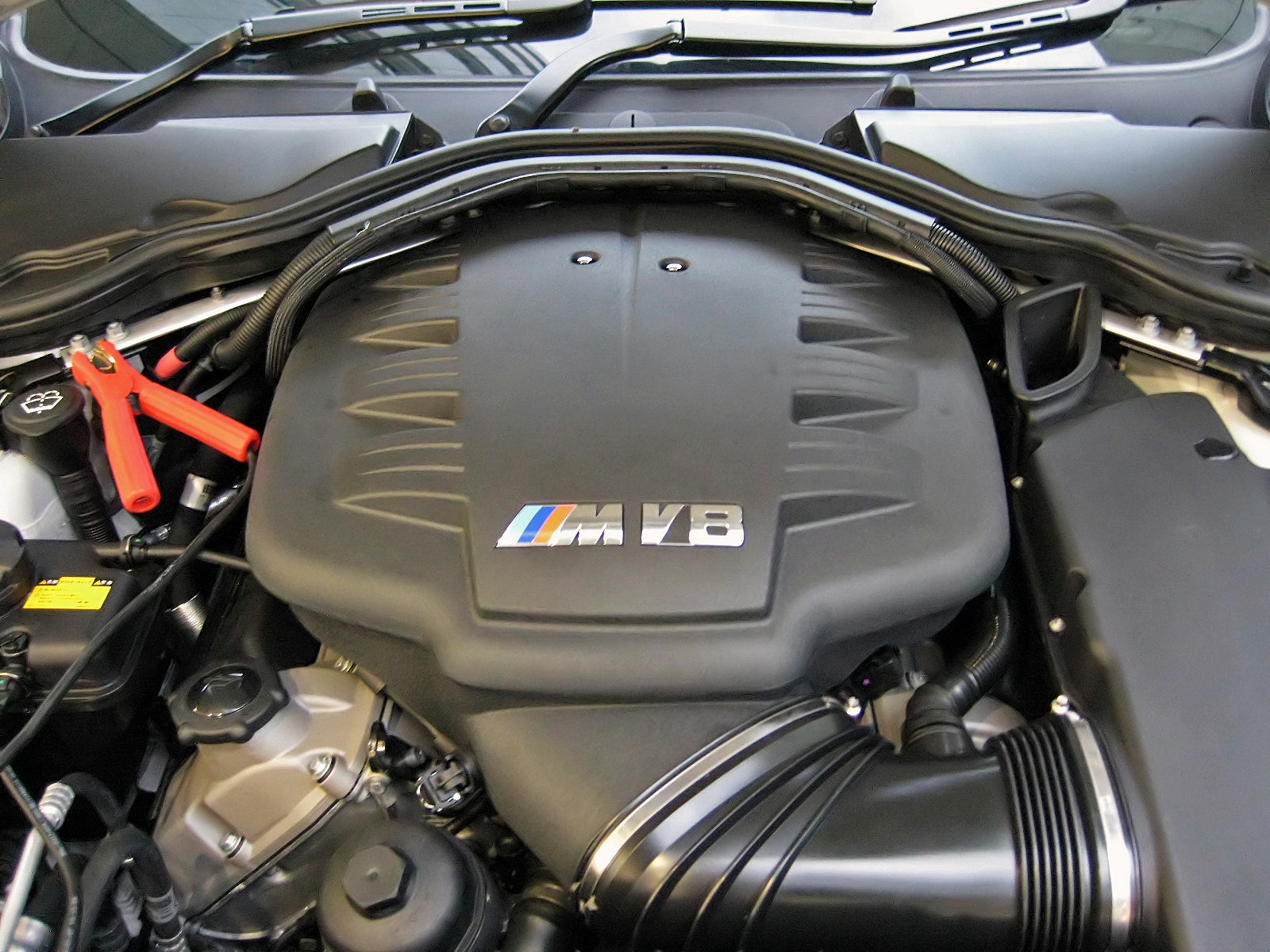
Motor V8 S65.

| Variantes                             | Coupé                                    | GTS                                      |
| ------------------------------------- | ---------------------------------------- | ---------------------------------------- |
| Código de motor                       | S65B40                                   | S65B44                                   |
| Alimentación                          | Inyección indirecta                      | Inyección indirecta                      |
| Relación de compresión                | 12,0:1                                   | 12,0:1                                   |
| Capacidad del depósito de combustible | 63 litros (16,6 galAm)                   | 63 litros (16,6 galAm)                   |
| Cilindrada                            | 3999 cm³ (4 litros)                      | 4361 cm³ (4,4 litros)                    |
| Diámetro x carrera                    | 92 x 75,2 mm (3,62 x 2,96 pulgadas)      | 92 x 82 mm (3,62 x 3,23 pulgadas)        |
| Límite de régimen (línea roja)        | 8400 rpm                                 | 8300 rpm                                 |
| Potencia máxima                       | 420 CV (414 HP; 309 kW) (SAE) @ 8300 rpm | 450 CV (444 HP; 331 kW) (SAE) @ 8300 rpm |
| Par máximo                            | 400 N·m (295 lb·pie) @ 3900 rpm          | 440 N·m (325 lb·pie) @ 4750 rpm          |
| Transmisión                           | Manual de 6 velocidades                  | De doble embrague de 7 velocidades       |
| Aceleración de 0 a 100 km/h (62 mph)  | 4,7 segundos                             | 4,5 segundos                             |
| Emisiones de CO2                      | 290 g (10,2 onzas)/km                    | 295 g (10,4 onzas)/km                    |

| Tipo     | 1.ª   | 2.ª   | 3.ª   | 4.ª   | 5.ª  | 6.ª   | 7.ª  | Reversa | Final |
| -------- | ----- | ----- | ----- | ----- | ---- | ----- | ---- | ------- | ----- |
| G manual | 4,055 | 2,396 | 1,582 | 1,192 | 1,00 | 0,872 |      | 3,677   | 3,846 |
| DKG 436  | 4,78  | 3,056 | 2,153 | 1,678 | 1,39 | 1,203 | 1,00 | 4,454   | 3,154 |

## F80 M3 (2014–2018)

### Diseño
Con código F80, el nuevo modelo recurre al turbocompresor para homologar una potencia de 431 CV (425 HP; 317 kW) y un consumo medio de 8,3 L/100 km (12,0 km/L; 28,3 mpgAm) gracias a su bajo peso, fruto de emplear fibra de carbono en diversos elementos.
El BMW M3 de nueva generación ha sido uno de los productos más esperados de BMW de los últimos años. La Serie 3 se renovaba en 2012 y atendiendo a la nueva filosofía de marca, ya no existe un BMW M3 Coupé, sino un BMW M4, ya que el coupé y el cabrio de la Serie 3, ahora se llaman BMW Serie 4; incluso se han atrevido a lanzar un coupé de cinco puertas bajo el nombre ‘Gran Coupé’. Por lo tanto, si ahora hablamos de BMW M3, exclusivamente lo estamos haciendo de la versión berlina.
El diseño del coche es totalmente radical con unas entradas de aire muy marcadas o una rejilla de varillas dobles para los riñones frontales. Las ópticas se unen por primera vez a los riñones y la luz de xenón puede sustituirse por primera vez por una moderna iluminación de LED.
Los espejos son de doble articulación, como en las anteriores generaciones, así como el techo en PRFC que puede sustituirse por uno convencional al equipar techo solar.
Algunas de sus pinturas exteriores son: amarillo Austin o azul Yas marina; los colores de lanzamiento de los BMW M4 y BMW M3, respectivamente.

### Motor, rendimiento y prestaciones

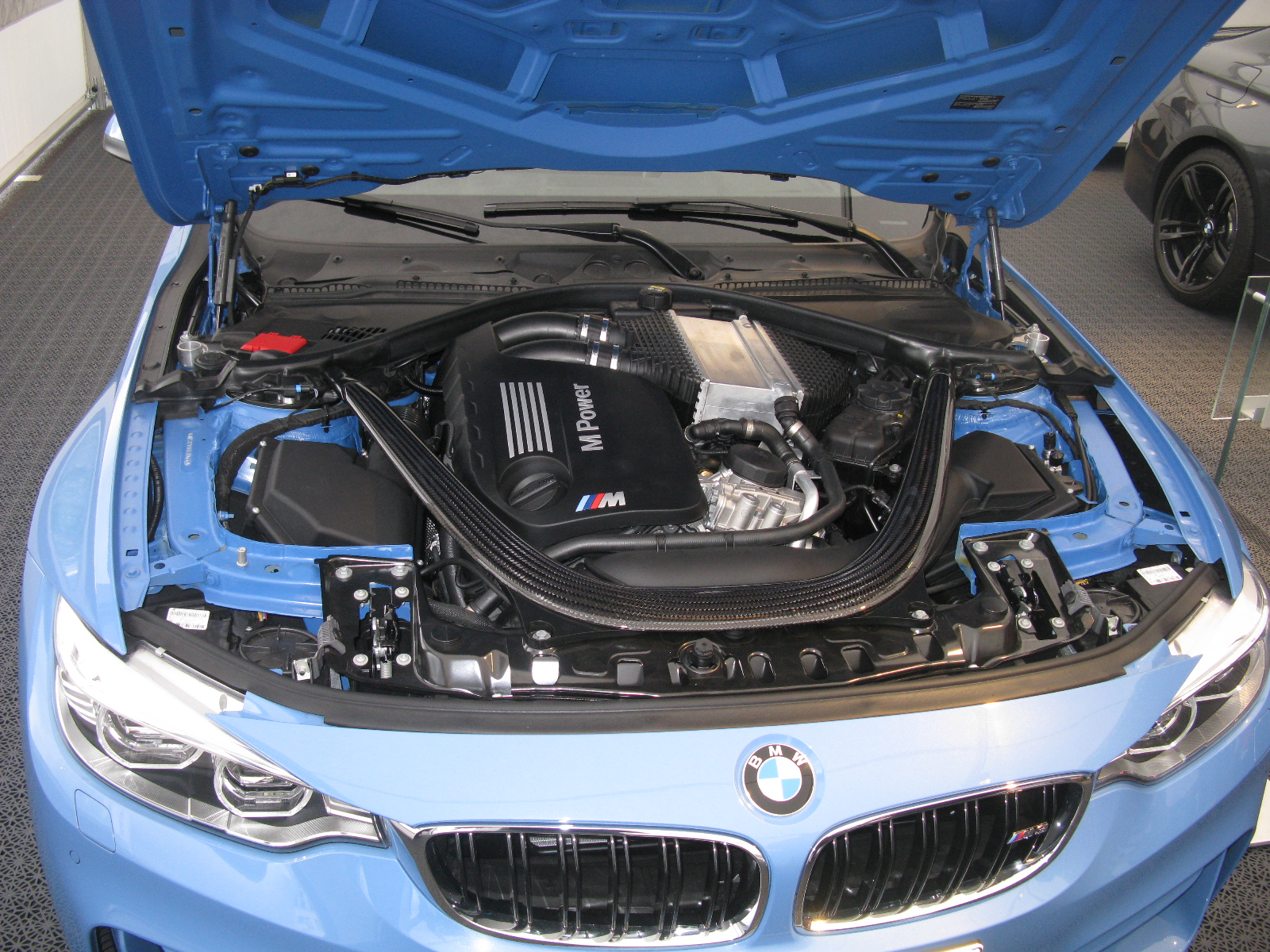
Motor del F80.

Se trata del primer BMW M3/M4 que usa el motor BMW M TwinPower turbo. La sobrealimentación es un giro de filosofía, pero una modificación necesaria. El motor vuelve a ser de seis cilindros en línea biturbo de 2979 cm³ (3 L; 181,8 plg³) con un diámetro x carrera de 84 x 89,6 mm (3,31 x 3,53 plg), que garantiza una entrega de potencia y par desde prácticamente el principio del tacómetro.
La herencia ha sido el tratamiento intensivo de PRFC (plástico reforzado con fibra de carbono) en tantas partes del vehículo que en el mejor de los casos, el BMW M4 homologa un peso en vacío de 1497 kg (3300 lb). No es mejor aumentar la potencia, sino reducir el peso y por ese motivo no se ha optado por una potencia cercana a los 500 CV (493 HP; 368 kW) como sí han hecho sus rivales, sino por unos modestos 431 CV (425 HP; 317 kW), 11 CV (8,1 kW) más respecto al BMW M3 E90.
Este motor entrega su potencia máxima entre las 5.500 y 7.300 rpm, mientras que el par máximo de 550 N·m (406 lb·pie) (40%  más que el E90) , está disponible desde un rango bajísimo de revoluciones y se mantiene por encima de las 5.000 rpm.
Con todo esto, se consigue una aceleración de 0 a 100 km/h (62 mph) en solamente 4,1 segundos y una velocidad limitada a 250 km/h (155 mph) o a 280 km/h (174 mph) con el paquete de competición. La turboalimentación y el nuevo paso a los seis cilindros, han reducido en un 25% los consumos, homologando 8,3 L/100 km (12,0 km/L; 28,3 mpgAm) en ciclo mixto.

### Mecánica

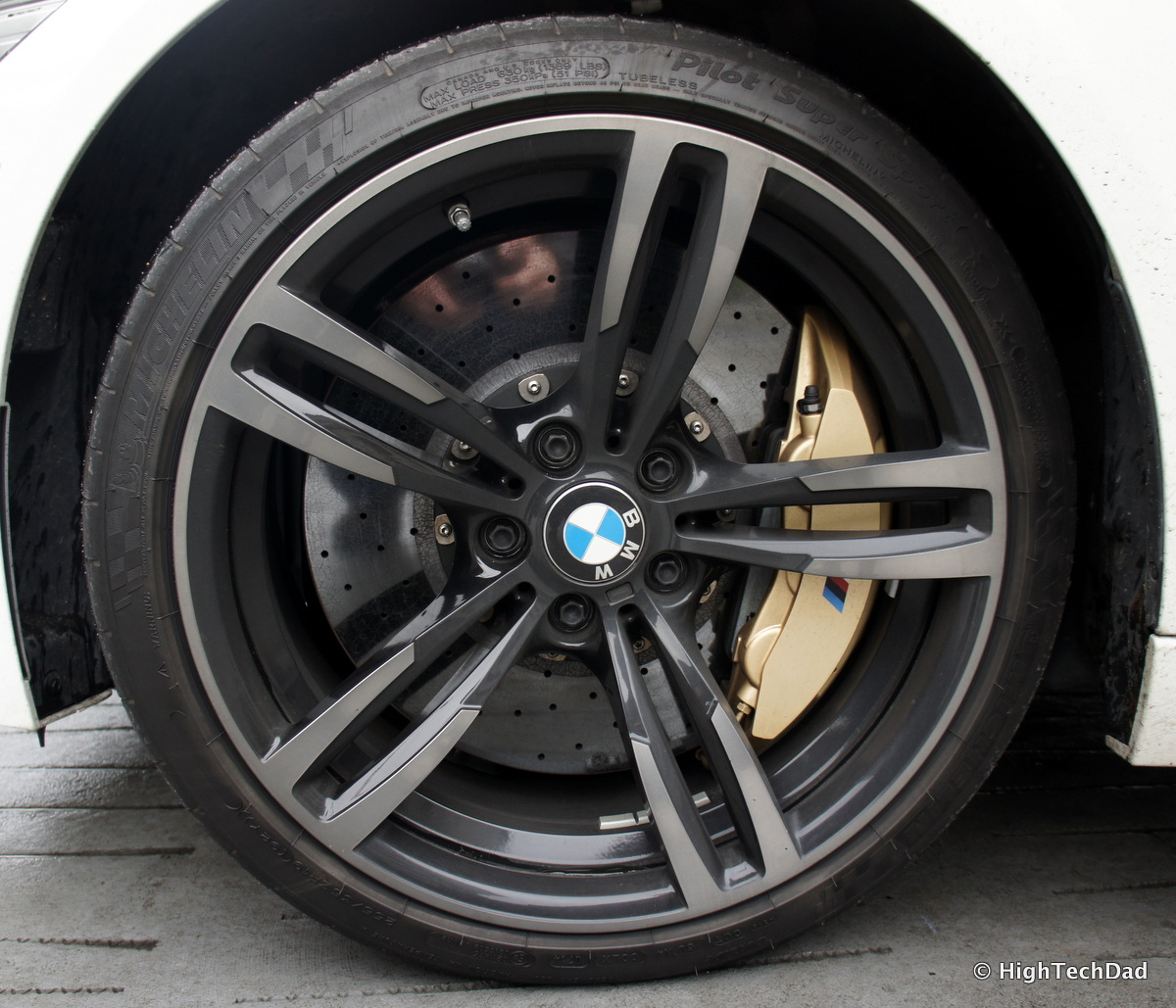
Llanta de un modelo 2015.

Las llantas son de 18 pulgadas (45,7 cm) de serie, pero se pueden sustituir por unas de 19 pulgadas (48,3 cm) y cinco brazos dobles con dos colores disponibles.
Los frenos que ya de por sí son potentes y efectivos si hablamos de los de serie, se pueden sustituir por unos carbono-cerámicos, que se distinguen por ser de un tamaño mayor y tener una mordaza (calipers) amarilla en vez de azul.
A la hora de conducir el BMW M3/M4, se puede escoger, sin coste adicional, entre una caja manual de seis velocidades o la caja de cambios M DKG de segunda generación. La manual pesa 12 kilogramos (26 lb) menos que la anterior y es más compacta. Además, incorpora un sistema que adapta las revoluciones de la marcha inferior que se quiere engranar. Para la transmisión automática DKG, hay tres posiciones que cambian los parámetros de la caja de cambios, siendo uno especialmente dedicado para las mayores exigencias de un circuito, que es algo brusco en carretera, donde es mejor adoptar la posición intermedia, muy suave y rápida de funcionamiento. Se tiene disponible la función ‘Launch Control’ y, como primicia, la función ‘Smokey Burnout’ para aprovechar la salida al máximo dejando deslizar levemente las ruedas traseras.
La dirección es electromecánica, pero no pierde sensación de ser directa y permite configurarla en tres posiciones: COMFORT, SPORT Y SPORT+. La suspensión adaptativa también permite estos reglajes y el motor puede configurarse con estos tres modos para que atienda las necesidades puntuales del conductor y pueda comportarse de forma adecuada en función del momento.

### Tecnología

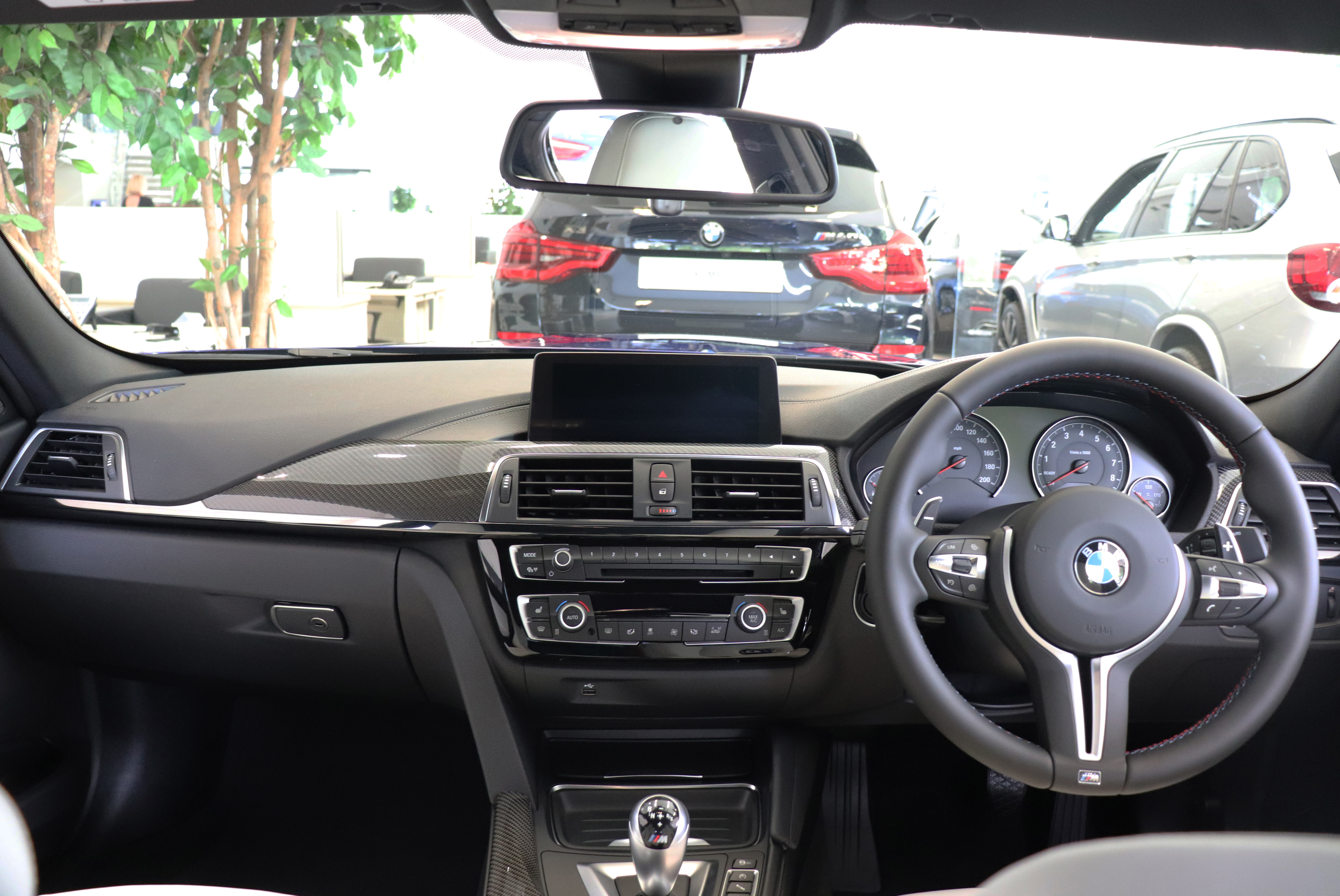
Vista interior de un modelo 2018.

Cuenta con tecnología "iDrive" (ruleta que maneja la pantalla central) y con una pantalla de alta resolución con BMW ConnectedDrive, que son una serie de servicios telemáticos que, entre otros, cuentan con un asistente personal o información de tráfico en tiempo real. Esta tecnología permite incluir aplicaciones para medir los tiempos en circuito e, incluso, interactuar con cámaras de acción GoPro.
Los asientos son tipo baquet con el anagrama incrustado en el centro e iluminado y, por supuesto, el uso de materiales recibe el tratamiento más cuidado de BMW para la última generación del BMW M3/M4.
En 2015, ha recibido un pequeño lavado de cara alineado con el BMW Serie 3, pero los cambios más relevantes han sido la inclusión de redes LTE y nuevos pilotos traseros.
La versión radical que se ha estrenado en 2016 bajo el apellido GTS, está disponible con cuatro puertas y por ello se llama BMW M4 GTS. Sin asientos traseros, con jaula trasera, asientos baquet, cinturones de seis puntos e inyección de agua, que permite técnicamente disponer de más potencia, este coche que solamente estará disponible en una tirada de 700 unidades, se puede configurar en cuatro colores. Hace un tiempo de 7:28 en Nürburgring y es, posiblemente, el BMW M más esperado de los últimos años. Entrega 500 CV (493 HP; 368 kW) y su estética es simplemente impresionante con el alerón posterior, el labio extraíble delantero y los matices en color Acid Orange.

### M3 CS

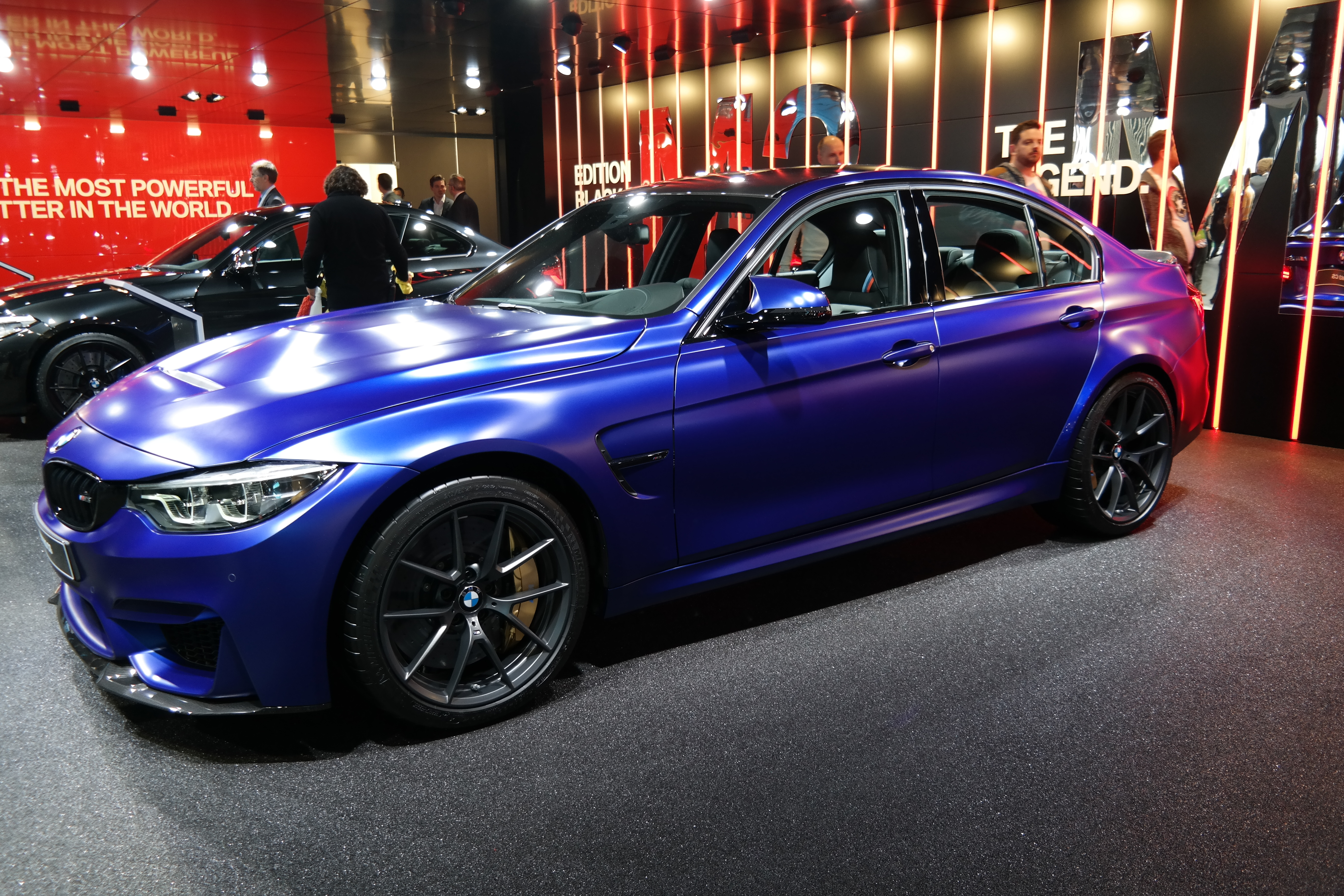
En el Salón del Automóvil de Ginebra de 2018.

El M3 CS continúa la tradición de ediciones especiales M de gran éxito que comenzó en 1988 con el E30 BMW M3 Evolution. Es una berlina de cuatro puertas de elevadas prestaciones que combina a la perfección potencia deportiva e idoneidad para la vida diaria. Se empezó a fabricar a partir de marzo de 2018 en una edición limitada de unas 1200 unidades debido a factores de producción.
Tiene un consumo de combustible promedio de 8,3 L/100 km (12,0 km/L; 28,3 mpgAm) y unas emisiones de CO2 promedio de 194 g (6,8 onzas)/km. Está equipado con el mismo motor de seis cilindros en línea con tecnología BMW M TwinPower Turbo que ya ha demostrado su elevada potencia en los modelos BMW M3 existentes. Este canaliza la potencia del motor a través de la transmisión de doble embrague M (M DCT) de siete velocidades de serie y ofrece un sistema de escape deportivo con ajuste de sonido específico y logo "M".
La potencia se ha aumentado hasta 460 CV (454 HP; 338 kW) a las 6250 rpm, 10 CV más que en el M3 con paquete de competición, mientras que el par máximo se ha incrementado hasta 600 N·m (443 lb·pie) a las 4000-5380 rpm, 50 N·m (37 lb·pie) más. Acelera de 0 a 100 km/h (62 mph) en 3,9 segundos y su velocidad máxima está limitada electrónicamente a 280 km/h (174 mph).
El capó, el techo, el divisor delantero, el alerón Gurney y el difusor trasero están hechos de plástico reforzado con fibra de carbono. El ahorro de peso respecto al BMW M3 de serie es de 50 kg (110 libras). Incluye de serie frenos M carbono-cerámicos con pinzas de seis pistones y acabado anodizado dorado para la parte delantera y pinzas de cuatro pistones para la parte trasera. El nuevo modelo de la edición especial lleva llantas de aleación ligera con diseño DTM en Orbit Grey mate. En el interior destaca la combinación de Alcantara deportivo y elegante y cuero integral bitono en Silverstone/Schwarz.
Estaba disponible para su solicitud a partir de enero de 2018.

## G80 M3 (2020–presente)

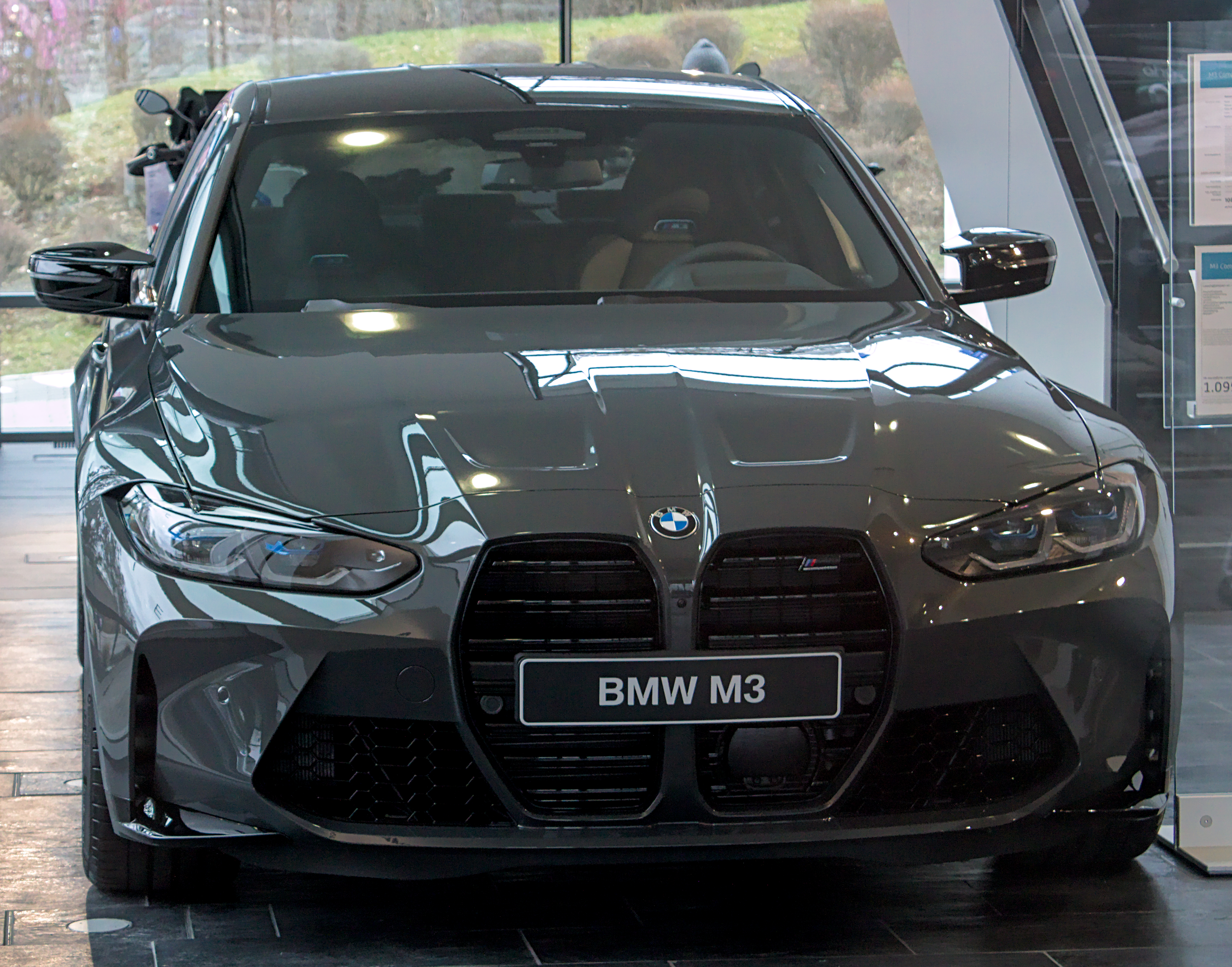
M3 Competition G80 de 2021 en Stuttgart-Vaihingen an der Enz.

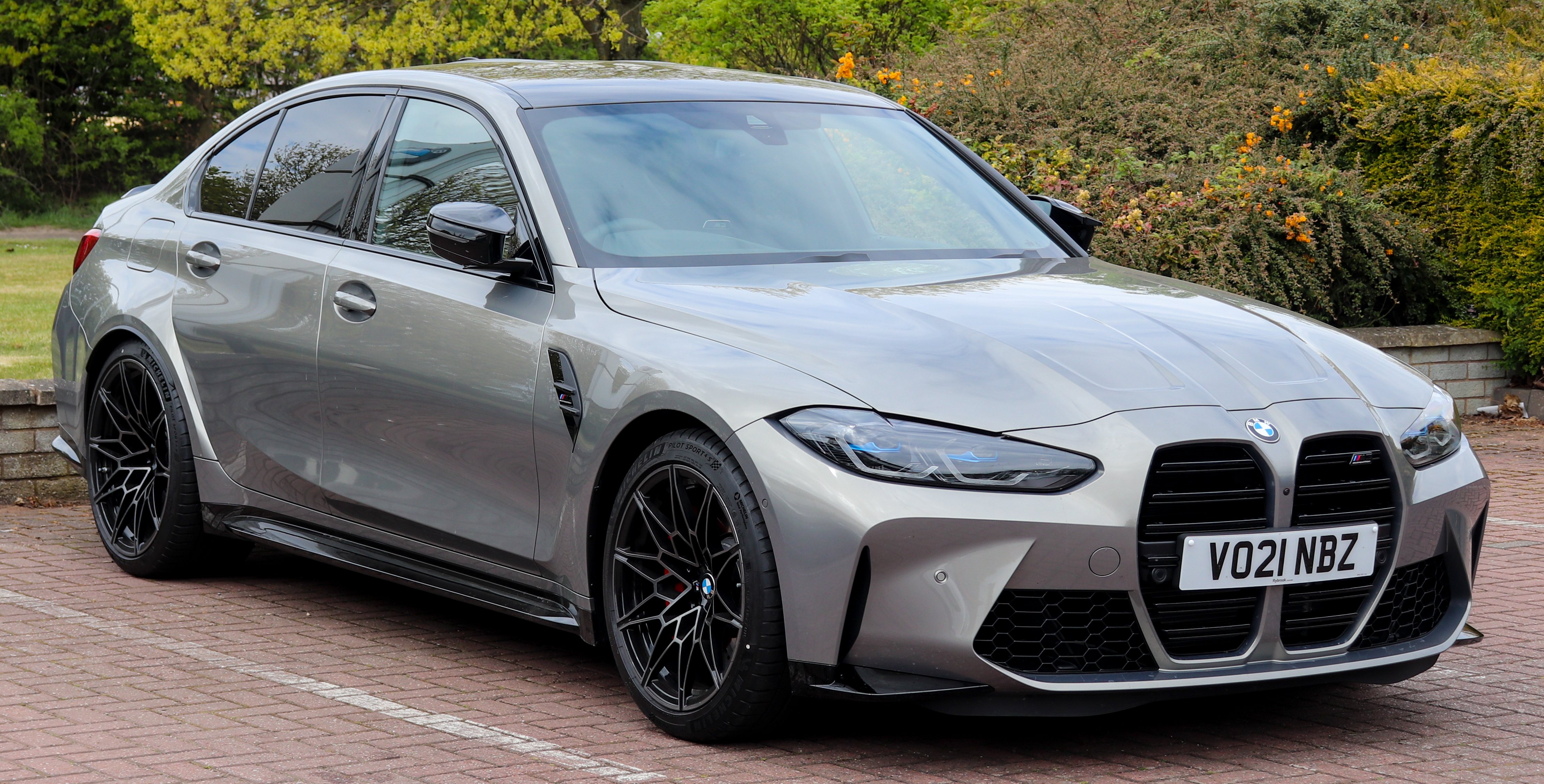
M3 Competition Automático 3.0 de 2021.

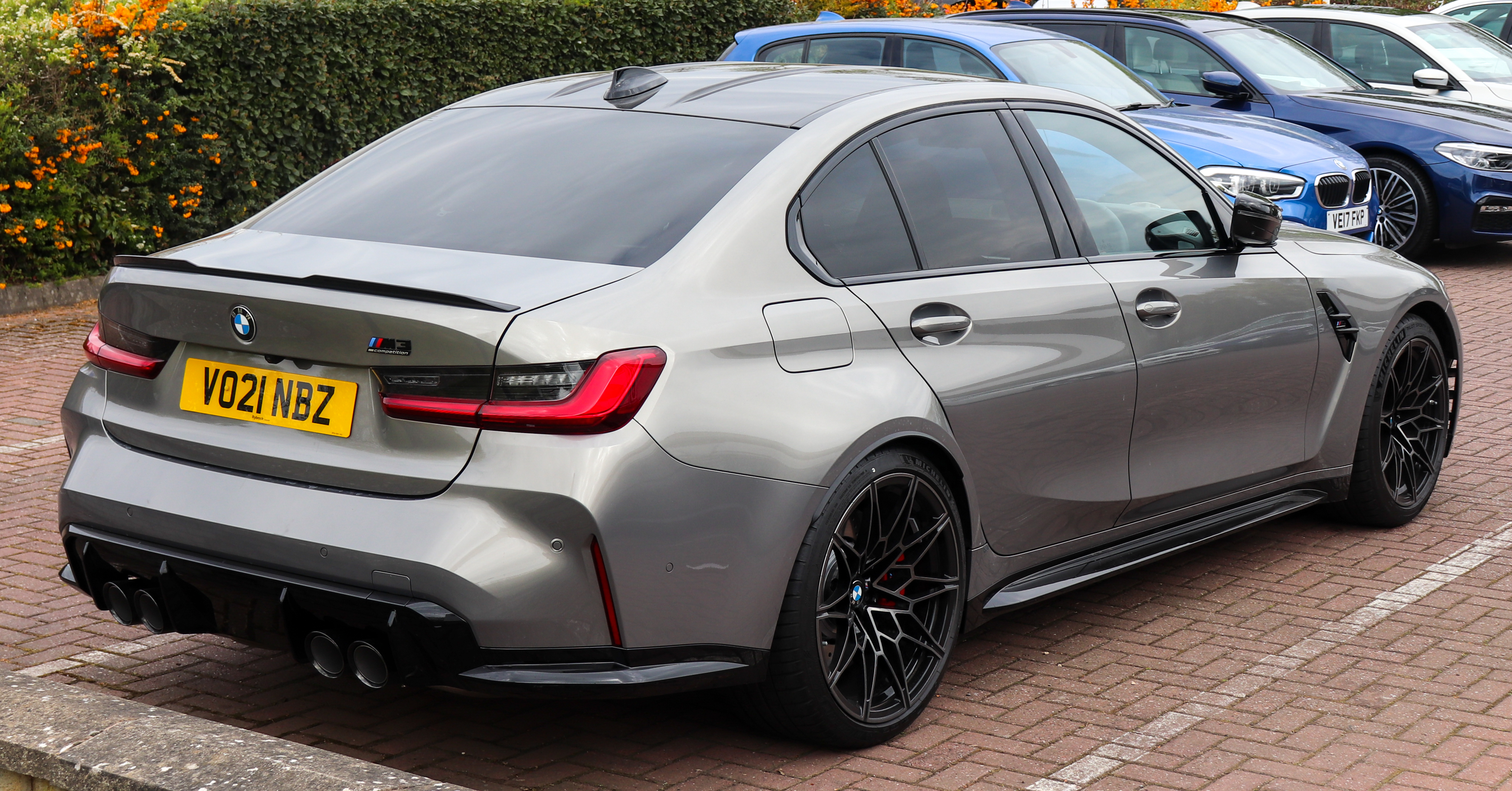
Vista trasera 3/4.

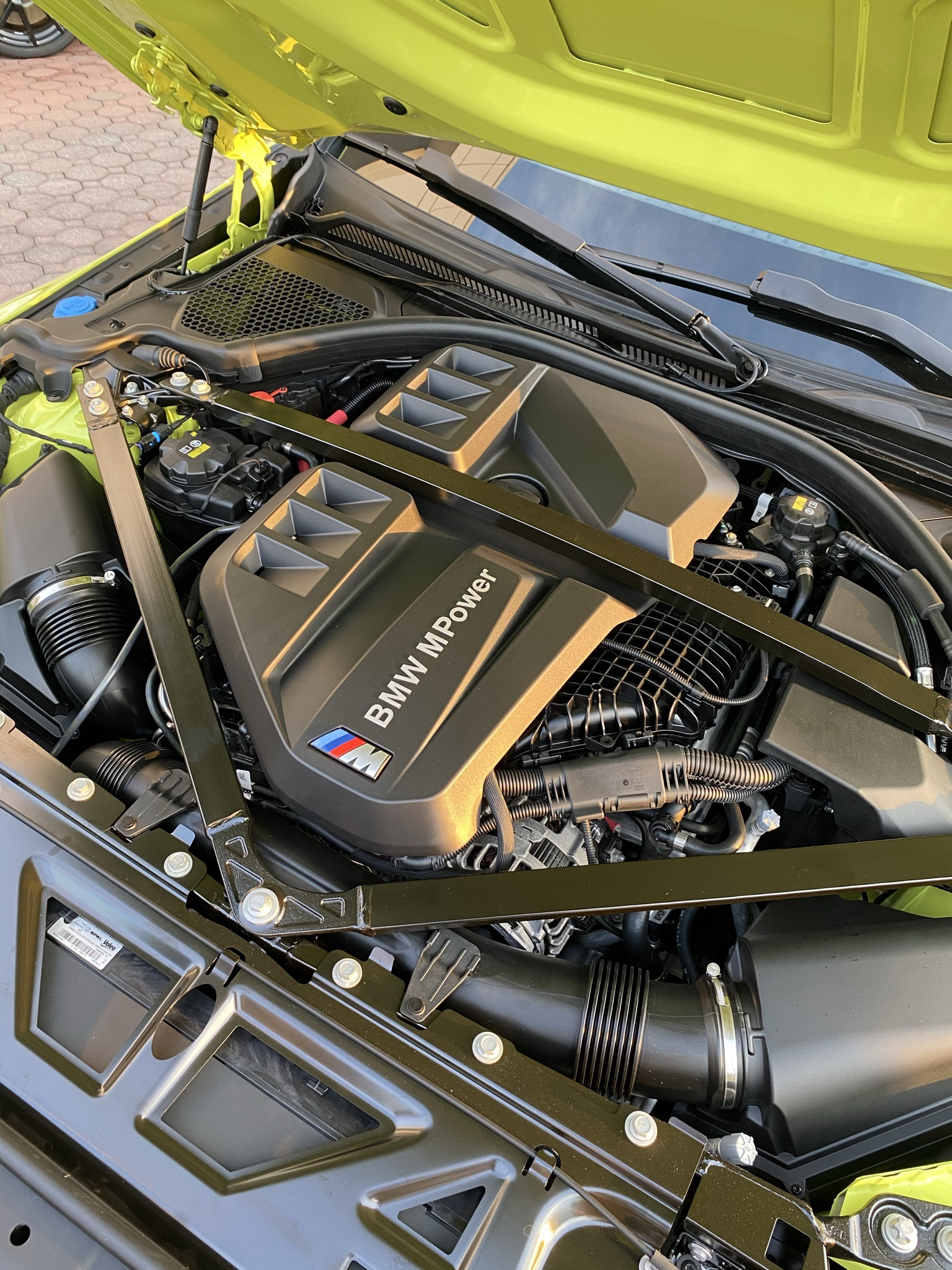
Motor S58.

Una de las grandes novedades de la nueva generación G80 es que el M3 va a estrenar una variante de carrocería familiar, el M3 Touring, aunque más adelante se esperan variantes más radicales y potenciadas y, por primera vez en la historia del modelo, una versión de tracción total.
Continúa con la tradición comenzada por el M3 E36 de montar espejos específicos, con formas más agresivas y aerodinámicas. Mención aparte de los riñones que forman la parrilla delantera, que como el resto de la gama han evolucionado en los últimos años hasta adoptar formas de mayor tamaño y, en el caso de los nuevos M3 y M4 presentados, son precisamente los más grandes que se podrían encontrar en el catálogo del fabricante.
En cuanto al equipamiento tecnológico, cuenta con dispositivos como el ESP, el control de tracción o el propio sistema de navegación por satélite.
Para muchos, el nuevo G80 M3 es un desastre estético, mientras que para muchos otros un cambio radical y que se antojaba más que necesario en esta versión deportiva, lo que ha supuesto algunas críticas de los aficionados.
Ha conseguido un nuevo diseño frontal, dominado por los faros delanteros más finos y desconectados de la parrilla, además del nuevo diseño de la calandra que cambia por completo la fisonomía de una de las estrellas de BMW M. La nueva parrilla vertical, con las dobles barras horizontales pintadas en negro y con las grandes aberturas en el paragolpes, confieren esa mayor agresividad que se echaba de menos.
Destaca especialmente por la pintura de la carrocería en dos colores: rojo brillante y retales en negro en los laterales o el paragolpes delantero, que cuenta con un spoiler en el labio inferior de carbono que aumenta la deportividad.
Dos discretas aletas horizontales en los extremos del paragolpes añaden más distinción, como los faldones que rebajan todavía más la altura de la carrocería, las llantas de aleación forjada de 19 pulgadas (48,3 cm) delante y de 20 pulgadas (50,8 cm) detrás, los espejos retrovisores de CFRP o la impresionante parte posterior. Llama la atención el frontal con el enorme spoiler apoyado en dos mástiles o los cuatro terminales de escape en el centro apilados unos sobre otros.
Un sistema realizado en titanio que rebaja el peso en 5 kg (11 libras), uno más de los impresionantes accesorios que se ofrece. Entre la amplia gama de opciones, también figuran personalizaciones con gráficos retro con los colores de BMW Motorsport.
El la mayor evolución que ha dado el modelo en su historia. Este no solamente ha mejorado en todos los aspectos posibles y ha estrenado numerosas novedades técnicas, sino que además ha dado un paso más allá al adoptar el frontal de su hermano de 2 puertas. Por lo que a nivel estético el nuevo M3 se distancia visualmente de la gama Serie 3 de la que deriva, para acercarse a la serie superior.
En cuanto a su diseño, es el apartado más polémico del nuevo M3 2021, debido a que la adopción del frontal del BMW M4 ha supuesto estrenar la enorme parrilla delantera que caracteriza a los Serie 4 y que ha recibido numerosas críticas. Sin embargo, el fabricante siempre se ha caracterizado por hacer caso omiso de estas críticas, como la gran mayoría de modelos lanzados durante la dirección del diseñador Chris Bangle.
La parrilla delantera ha sido el elemento de mayor repercusión mediática, aunque no es la única novedad de esta nueva generación. Siguiendo los pasos del nuevo M4, en el frontal tiene unas grandes aberturas inferiores que curiosamente no se sitúan en los extremos, sino en el centro, junto a la gran parrilla. Estas no son las únicas entradas de aire, pues en los laterales del paragolpes delantero tiene dos grandes aberturas verticales y sobre la parrilla otras dos hendiduras que parecen salidas de aire. En la zona trasera sigue el esquema del Serie 3 y los pilotos traseros originales, pero con un paragolpes notablemente más agresivo, dotado de un prominente difusor central, las cuatro habituales salidas de escape de las versiones M y dos grandes aberturas verticales en los extremos que parecen seguir el juego de las delanteras.
En el habitáculo no presenta demasiados cambios, pero sí nuevos colores y algunos detalles de diseño deportivo, como el botón de encendido de color rojo, un volante deportivo con manetas en la versión M3 Competition e inserciones en acabado Aluminium Tetragon, que puede ser de fibra de carbono de manera opcional. También ofrece nuevos asientos deportivos que pueden estar revestidos en piel y por primera vez ventilados. BMW Motorsport cuenta con un buen número de opciones para el interior, incluyendo asientos de carbono 9,5 kg (21 libras) más ligeros, además de distintas aplicaciones como el M Drift Analyzer y el M Laptimer.
Tiene un eje delantero 38 mm (1,50 pulgadas) más ancho, suspensión M reforzada con un nuevo esquema más deportivo y un conjunto de frenos de mayor tamaño, con discos de 380 mm (15,0 pulgadas) con pinzas de 6 pistones delante y de 370 mm (14,6 pulgadas) con pinzas de 4 pistones detrás, que con el paquete M Race Track opcional pueden ser frenos carbono-cerámicos con pinzas de color dorado y discos de 400 mm (15,7 pulgadas) delante y 380 mm (15,0 pulgadas) en el eje trasero. Las llantas de aleación de serie son de 18 pulgadas (45,7 cm) en el eje delantero y de 19 pulgadas (48,3 cm) en el trasero, pero la versión M3 Competition incluye un conjunto de mayor tamaño de 19 pulgadas (48,3 cm) y 20 pulgadas (50,8 cm), respectivamente. La configuración de bastidor se complementa con el añadido de los sistemas de dirección M Servotronic, suspensión adaptativa M y el kit opcional M Drive Professional Package con M Traction Control, que permite al conductor ajustar la intervención del sistema en el deslizamiento del eje trasero.
Presenta una configuración de seis cilindros en línea M Twin Turbo de 2993 cm³ (3 litros), doble árbol de levas en cabeza y doble turbocompresor. Desarrolla dos niveles de potencia: 480 CV (473 HP; 353 kW) y 550 N·m (406 lb·pie) de par máximo con tracción trasera y cambio manual de 6 velocidades para la versión básica; mientras que para el M3 Competition se incrementa a 510 CV (503 HP; 375 kW) a las 6250 rpm y 650 N·m (479 lb·pie) de par máximo, que será el que cuente con la transmisión automática M Steptronic de 8 velocidades y con opción a un sistema de tracción total xDrive con Diferencial M Activo.
Las distintas versiones tendrían distintas fechas de lanzamiento, pues la opción de 480 CV (473 HP; 353 kW) llegaría en marzo de 2021, mientras que el M3 Competition con tracción total tendría que esperar hasta el verano siguiente.
Los asientos en el M3 Competition son opcionales y están fabricados en fibra de carbono con ajustes especiales para las piernas y costillas. Gracias a una serie de huecos pensados con anterioridad, estos asientos podrían recibir un sistema de cinturones de seguridad de 5 puntos. El volante adopta los ya conocidos botones M1 y M2 que pueden ser configurados a gusto del usuario para que el auto cambie su comportamiento mecánico en cuestión de segundos. Las paletas de cambios son de aluminio.
El sistema de infoentretenimiento es idéntico al de las versiones convencionales. No obstante, el clúster cambia por completo con una nueva configuración que se activa al poner el modo sport. El HUD que se muestra, indica las RPM y la línea del corte de inyección. Cuando se ignora la orden del cambio ascendente de marcha, comenzará a sonar una sutil alerta indicando que es el momento de cambiar la velocidad.

### Especificaciones
| Variantes                             | Estándar                             | M3 Competition                       |
| ------------------------------------- | ------------------------------------ | ------------------------------------ |
| Sistema de lubricación                | Cárter húmedo                        | Cárter húmedo                        |
| Relación de compresión                | 9.3:1                                | 9.3:1                                |
| Alimentación                          | Inyección directa biturbo            | Inyección directa biturbo            |
| Capacidad del depósito de combustible | 59 litros (15,6 galAm)               | 59 litros (15,6 galAm)               |
| Diámetro x carrera                    | 84 x 90 mm (3,31 x 3,54 pulgadas)    | 84 x 90 mm (3,31 x 3,54 pulgadas)    |
| Tracción                              | Trasera                              | Total M xDrive                       |
| Potencia máxima                       | 480 CV (473 HP; 353 kW) @ 6250 rpm   | 510 CV (503 HP; 375 kW) @ 6250 rpm   |
| Par máximo                            | 550 N·m (406 lb·pie) @ 2650-6130 rpm | 650 N·m (479 lb·pie) @ 2750-5500 rpm |
| Aceleración de 0 a 100 km/h (62 mph)  | 4.2 segundos                         | 3.5 segundos                         |
| Emisiones de CO2                      | 248 g (8,7 onzas)/km                 | 232 g (8,2 onzas)/km                 |